# Lista de asteroides (409001-410000)
Esta é uma lista parcial de asteroides, do asteroide número 409001 até o 410000, inclusive. Veja também o índice com todas as listas disponíveis.

| Objeto Próximos à Terra | Cinturão de asteroides (interno) | Cinturão de asteroides (externo) | Centauro       |
| Cruzador de Marte       | Cinturão de asteroides (meio)    | Troianos de Júpiter              | Transnetuniano |

Veja mais dados de cada asteroide na ligação externa para o Minor Planet Center na última coluna.
Índice: 409001... 409101... 409201... 409301... 409401... 409501... 409601... 409701... 409801... 409901... 

## 409001–409100
| Designação | Designação | Descoberta  | Descoberta    | Descobridor(es)      | Categoria | Mais informações / Referência |
| Permanente | Provisória | Data        | Local         | Descobridor(es)      | Categoria | Mais informações / Referência |
| ---------- | ---------- | ----------- | ------------- | -------------------- | --------- | ----------------------------- |
| 409001     | 2002 VG116 | 12 nov 2002 | Socorro       | LINEAR               | —         | MPC                           |
| 409002     | 2002 WG6   | 24 nov 2002 | Palomar       | NEAT                 | —         | MPC                           |
| 409003     | 2002 XQ41  | 6 dez 2002  | Socorro       | LINEAR               | —         | MPC                           |
| 409004     | 2002 XF53  | 10 dez 2002 | Socorro       | LINEAR               | —         | MPC                           |
| 409005     | 2002 XQ61  | 10 dez 2002 | Palomar       | NEAT                 | —         | MPC                           |
| 409006     | 2002 XS73  | 11 dez 2002 | Socorro       | LINEAR               | —         | MPC                           |
| 409007     | 2002 XA98  | 5 dez 2002  | Socorro       | LINEAR               | —         | MPC                           |
| 409008     | 2002 XV104 | 5 dez 2002  | Socorro       | LINEAR               | —         | MPC                           |
| 409009     | 2002 XH117 | 7 dez 2002  | Palomar       | NEAT                 | —         | MPC                           |
| 409010     | 2002 XS117 | 10 dez 2002 | Palomar       | NEAT                 | —         | MPC                           |
| 409011     | 2003 AZ13  | 1 jan 2003  | Socorro       | LINEAR               | —         | MPC                           |
| 409012     | 2003 AV33  | 5 jan 2003  | Kitt Peak     | Spacewatch           | —         | MPC                           |
| 409013     | 2003 AA79  | 10 jan 2003 | Kitt Peak     | Spacewatch           | —         | MPC                           |
| 409014     | 2003 AK81  | 10 jan 2003 | Socorro       | LINEAR               | —         | MPC                           |
| 409015     | 2003 AZ81  | 13 jan 2003 | Socorro       | LINEAR               | —         | MPC                           |
| 409016     | 2003 AG84  | 15 jan 2003 | Schiaparelli  | L. Buzzi, F. Bellini | —         | MPC                           |
| 409017     | 2003 BY    | 23 jan 2003 | Kitt Peak     | Spacewatch           | —         | MPC                           |
| 409018     | 2003 BO8   | 26 jan 2003 | Anderson Mesa | LONEOS               | —         | MPC                           |
| 409019     | 2003 BO21  | 27 jan 2003 | Socorro       | LINEAR               | —         | MPC                           |
| 409020     | 2003 BJ66  | 30 jan 2003 | Anderson Mesa | LONEOS               | —         | MPC                           |
| 409021     | 2003 CL1   | 1 fev 2003  | Haleakala     | NEAT                 | —         | MPC                           |
| 409022     | 2003 EX6   | 6 mar 2003  | Anderson Mesa | LONEOS               | —         | MPC                           |
| 409023     | 2003 EJ46  | 7 mar 2003  | Anderson Mesa | LONEOS               | —         | MPC                           |
| 409024     | 2003 ED57  | 9 mar 2003  | Anderson Mesa | LONEOS               | —         | MPC                           |
| 409025     | 2003 EJ62  | 8 mar 2003  | Anderson Mesa | LONEOS               | —         | MPC                           |
| 409026     | 2003 FL23  | 23 mar 2003 | Kitt Peak     | Spacewatch           | —         | MPC                           |
| 409027     | 2003 GM    | 1 abr 2003  | Socorro       | LINEAR               | —         | MPC                           |
| 409028     | 2003 GC19  | 4 abr 2003  | Kitt Peak     | Spacewatch           | —         | MPC                           |
| 409029     | 2003 GX25  | 4 abr 2003  | Kitt Peak     | Spacewatch           | —         | MPC                           |
| 409030     | 2003 GP28  | 7 abr 2003  | Kitt Peak     | Spacewatch           | —         | MPC                           |
| 409031     | 2003 GY33  | 28 fev 2003 | Socorro       | LINEAR               | —         | MPC                           |
| 409032     | 2003 GX55  | 5 abr 2003  | Kitt Peak     | Spacewatch           | —         | MPC                           |
| 409033     | 2003 JO18  | 10 mai 2003 | Kitt Peak     | Spacewatch           | —         | MPC                           |
| 409034     | 2003 MA2   | 23 jun 2003 | Anderson Mesa | LONEOS               | —         | MPC                           |
| 409035     | 2003 NG2   | 27 mai 2003 | Kitt Peak     | Spacewatch           | —         | MPC                           |
| 409036     | 2003 NV12  | 1 jul 2003  | Haleakalā     | NEAT                 | —         | MPC                           |
| 409037     | 2003 QB23  | 20 ago 2003 | Palomar       | NEAT                 | —         | MPC                           |
| 409038     | 2003 QK35  | 4 ago 2003  | Kitt Peak     | Spacewatch           | —         | MPC                           |
| 409039     | 2003 QM117 | 22 ago 2003 | Palomar       | NEAT                 | —         | MPC                           |
| 409040     | 2003 QZ119 | 28 ago 2003 | Palomar       | NEAT                 | —         | MPC                           |
| 409041     | 2003 RL13  | 15 set 2003 | Palomar       | NEAT                 | —         | MPC                           |
| 409042     | 2003 RO25  | 15 set 2003 | Palomar       | NEAT                 | —         | MPC                           |
| 409043     | 2003 RS25  | 15 set 2003 | Palomar       | NEAT                 | —         | MPC                           |
| 409044     | 2003 SX29  | 18 set 2003 | Palomar       | NEAT                 | —         | MPC                           |
| 409045     | 2003 SM32  | 18 set 2003 | Socorro       | LINEAR               | —         | MPC                           |
| 409046     | 2003 SW39  | 16 set 2003 | Palomar       | NEAT                 | —         | MPC                           |
| 409047     | 2003 SK49  | 18 set 2003 | Palomar       | NEAT                 | —         | MPC                           |
| 409048     | 2003 SD68  | 17 set 2003 | Kitt Peak     | Spacewatch           | —         | MPC                           |
| 409049     | 2003 SP69  | 17 set 2003 | Kitt Peak     | Spacewatch           | —         | MPC                           |
| 409050     | 2003 SH79  | 19 set 2003 | Kitt Peak     | Spacewatch           | —         | MPC                           |
| 409051     | 2003 SC83  | 18 set 2003 | Kitt Peak     | Spacewatch           | —         | MPC                           |
| 409052     | 2003 SX90  | 18 set 2003 | Socorro       | LINEAR               | —         | MPC                           |
| 409053     | 2003 SA99  | 19 set 2003 | Kitt Peak     | Spacewatch           | —         | MPC                           |
| 409054     | 2003 SE101 | 20 set 2003 | Palomar       | NEAT                 | —         | MPC                           |
| 409055     | 2003 SR101 | 20 set 2003 | Palomar       | NEAT                 | —         | MPC                           |
| 409056     | 2003 SZ116 | 16 set 2003 | Palomar       | NEAT                 | —         | MPC                           |
| 409057     | 2003 SV122 | 18 set 2003 | Palomar       | NEAT                 | Brangane  | MPC                           |
| 409058     | 2003 SU150 | 17 set 2003 | Socorro       | LINEAR               | —         | MPC                           |
| 409059     | 2003 SE161 | 17 set 2003 | Palomar       | NEAT                 | —         | MPC                           |
| 409060     | 2003 SC175 | 18 set 2003 | Kitt Peak     | Spacewatch           | —         | MPC                           |
| 409061     | 2003 SK175 | 18 set 2003 | Kitt Peak     | Spacewatch           | —         | MPC                           |
| 409062     | 2003 SZ183 | 21 set 2003 | Kitt Peak     | Spacewatch           | —         | MPC                           |
| 409063     | 2003 SF184 | 21 set 2003 | Kitt Peak     | Spacewatch           | —         | MPC                           |
| 409064     | 2003 SA185 | 21 set 2003 | Kitt Peak     | Spacewatch           | —         | MPC                           |
| 409065     | 2003 SJ203 | 16 set 2003 | Kitt Peak     | Spacewatch           | —         | MPC                           |
| 409066     | 2003 SU207 | 26 set 2003 | Socorro       | LINEAR               | —         | MPC                           |
| 409067     | 2003 SO222 | 28 set 2003 | Desert Eagle  | W. K. Y. Yeung       | —         | MPC                           |
| 409068     | 2003 SY226 | 16 set 2003 | Kitt Peak     | Spacewatch           | —         | MPC                           |
| 409069     | 2003 ST237 | 26 set 2003 | Socorro       | LINEAR               | —         | MPC                           |
| 409070     | 2003 SL243 | 28 set 2003 | Kitt Peak     | Spacewatch           | Brangane  | MPC                           |
| 409071     | 2003 SN246 | 26 set 2003 | Socorro       | LINEAR               | —         | MPC                           |
| 409072     | 2003 SL267 | 29 set 2003 | Kitt Peak     | Spacewatch           | —         | MPC                           |
| 409073     | 2003 SU277 | 30 set 2003 | Socorro       | LINEAR               | —         | MPC                           |
| 409074     | 2003 SA280 | 18 set 2003 | Palomar       | NEAT                 | —         | MPC                           |
| 409075     | 2003 SE282 | 19 set 2003 | Palomar       | NEAT                 | —         | MPC                           |
| 409076     | 2003 SE292 | 30 set 2003 | Socorro       | LINEAR               | —         | MPC                           |
| 409077     | 2003 SS295 | 29 set 2003 | Anderson Mesa | LONEOS               | —         | MPC                           |
| 409078     | 2003 SR296 | 29 set 2003 | Anderson Mesa | LONEOS               | —         | MPC                           |
| 409079     | 2003 SA315 | 16 set 2003 | Palomar       | NEAT                 | Juno      | MPC                           |
| 409080     | 2003 SM324 | 17 set 2003 | Kitt Peak     | Spacewatch           | —         | MPC                           |
| 409081     | 2003 SB326 | 18 set 2003 | Palomar       | NEAT                 | —         | MPC                           |
| 409082     | 2003 SN327 | 19 set 2003 | Kitt Peak     | Spacewatch           | —         | MPC                           |
| 409083     | 2003 SX327 | 19 set 2003 | Kitt Peak     | Spacewatch           | —         | MPC                           |
| 409084     | 2003 SQ328 | 21 set 2003 | Kitt Peak     | Spacewatch           | —         | MPC                           |
| 409085     | 2003 SE329 | 22 set 2003 | Anderson Mesa | LONEOS               | Brangane  | MPC                           |
| 409086     | 2003 SY329 | 26 set 2003 | Apache Point  | SDSS                 | —         | MPC                           |
| 409087     | 2003 SK330 | 26 set 2003 | Apache Point  | SDSS                 | Mitidika  | MPC                           |
| 409088     | 2003 SO330 | 26 set 2003 | Apache Point  | SDSS                 | —         | MPC                           |
| 409089     | 2003 SY335 | 26 set 2003 | Apache Point  | SDSS                 | —         | MPC                           |
| 409090     | 2003 ST338 | 26 set 2003 | Apache Point  | SDSS                 | —         | MPC                           |
| 409091     | 2003 SG340 | 28 set 2003 | Apache Point  | SDSS                 | —         | MPC                           |
| 409092     | 2003 SG345 | 18 set 2003 | Kitt Peak     | Spacewatch           | Brangane  | MPC                           |
| 409093     | 2003 SK349 | 15 nov 1998 | Kitt Peak     | Spacewatch           | —         | MPC                           |
| 409094     | 2003 SE358 | 20 set 2003 | Kitt Peak     | Spacewatch           | —         | MPC                           |
| 409095     | 2003 SX359 | 21 set 2003 | Kitt Peak     | Spacewatch           | —         | MPC                           |
| 409096     | 2003 SK364 | 26 set 2003 | Apache Point  | SDSS                 | —         | MPC                           |
| 409097     | 2003 ST364 | 26 set 2003 | Apache Point  | SDSS                 | —         | MPC                           |
| 409098     | 2003 SS365 | 26 set 2003 | Apache Point  | SDSS                 | —         | MPC                           |
| 409099     | 2003 SP368 | 26 set 2003 | Apache Point  | SDSS                 | —         | MPC                           |
| 409100     | 2003 SO387 | 26 set 2003 | Apache Point  | SDSS                 | —         | MPC                           |

## 409101–409200
| Designação | Designação | Descoberta  | Descoberta       | Descobridor(es) | Categoria | Mais informações / Referência |
| Permanente | Provisória | Data        | Local            | Descobridor(es) | Categoria | Mais informações / Referência |
| ---------- | ---------- | ----------- | ---------------- | --------------- | --------- | ----------------------------- |
| 409101     | 2003 SQ392 | 26 set 2003 | Apache Point     | SDSS            | —         | MPC                           |
| 409102     | 2003 SU394 | 26 set 2003 | Apache Point     | SDSS            | —         | MPC                           |
| 409103     | 2003 SF410 | 28 set 2003 | Kitt Peak        | Spacewatch      | —         | MPC                           |
| 409104     | 2003 SX410 | 28 set 2003 | Apache Point     | SDSS            | —         | MPC                           |
| 409105     | 2003 SL432 | 18 set 2003 | Kitt Peak        | Spacewatch      | —         | MPC                           |
| 409106     | 2003 SM432 | 18 set 2003 | Kitt Peak        | Spacewatch      | —         | MPC                           |
| 409107     | 2003 ST432 | 20 set 2003 | Kitt Peak        | Spacewatch      | —         | MPC                           |
| 409108     | 2003 SD433 | 22 set 2003 | Kitt Peak        | Spacewatch      | Mitidika  | MPC                           |
| 409109     | 2003 TV8   | 3 out 2003  | Kitt Peak        | Spacewatch      | —         | MPC                           |
| 409110     | 2003 TG19  | 15 out 2003 | Palomar          | NEAT            | —         | MPC                           |
| 409111     | 2003 TW27  | 21 set 2003 | Campo Imperatore | CINEOS          | Brangane  | MPC                           |
| 409112     | 2003 TO29  | 1 out 2003  | Kitt Peak        | Spacewatch      | —         | MPC                           |
| 409113     | 2003 TV34  | 1 out 2003  | Kitt Peak        | Spacewatch      | —         | MPC                           |
| 409114     | 2003 TP44  | 3 out 2003  | Kitt Peak        | Spacewatch      | —         | MPC                           |
| 409115     | 2003 TR46  | 3 out 2003  | Kitt Peak        | Spacewatch      | —         | MPC                           |
| 409116     | 2003 TF48  | 3 out 2003  | Kitt Peak        | Spacewatch      | —         | MPC                           |
| 409117     | 2003 TD56  | 5 out 2003  | Kitt Peak        | Spacewatch      | —         | MPC                           |
| 409118     | 2003 TP59  | 18 set 2003 | Kitt Peak        | Spacewatch      | —         | MPC                           |
| 409119     | 2003 UP    | 16 out 2003 | Socorro          | LINEAR          | —         | MPC                           |
| 409120     | 2003 UR2   | 16 out 2003 | Kitt Peak        | Spacewatch      | —         | MPC                           |
| 409121     | 2003 UW2   | 16 out 2003 | Kitt Peak        | Spacewatch      | —         | MPC                           |
| 409122     | 2003 UJ6   | 18 out 2003 | Palomar          | NEAT            | —         | MPC                           |
| 409123     | 2003 UF16  | 16 out 2003 | Anderson Mesa    | LONEOS          | —         | MPC                           |
| 409124     | 2003 UB19  | 20 out 2003 | Kitt Peak        | Spacewatch      | —         | MPC                           |
| 409125     | 2003 UD19  | 20 out 2003 | Palomar          | NEAT            | —         | MPC                           |
| 409126     | 2003 UP21  | 19 out 2003 | Anderson Mesa    | LONEOS          | —         | MPC                           |
| 409127     | 2003 UF24  | 20 out 2003 | Kitt Peak        | Spacewatch      | —         | MPC                           |
| 409128     | 2003 US30  | 16 out 2003 | Palomar          | NEAT            | —         | MPC                           |
| 409129     | 2003 UJ32  | 22 set 2003 | Kitt Peak        | Spacewatch      | —         | MPC                           |
| 409130     | 2003 UV32  | 28 set 2003 | Kitt Peak        | Spacewatch      | Brangane  | MPC                           |
| 409131     | 2003 UE35  | 16 out 2003 | Palomar          | NEAT            | —         | MPC                           |
| 409132     | 2003 UY37  | 17 out 2003 | Kitt Peak        | Spacewatch      | —         | MPC                           |
| 409133     | 2003 UL49  | 16 out 2003 | Palomar          | NEAT            | —         | MPC                           |
| 409134     | 2003 UH50  | 17 out 2003 | Nogales          | Tenagra II Obs. | —         | MPC                           |
| 409135     | 2003 UK52  | 18 out 2003 | Palomar          | NEAT            | —         | MPC                           |
| 409136     | 2003 UM54  | 18 out 2003 | Palomar          | NEAT            | —         | MPC                           |
| 409137     | 2003 UP55  | 18 out 2003 | Palomar          | NEAT            | —         | MPC                           |
| 409138     | 2003 UD62  | 16 out 2003 | Anderson Mesa    | LONEOS          | —         | MPC                           |
| 409139     | 2003 UO63  | 16 out 2003 | Palomar          | NEAT            | —         | MPC                           |
| 409140     | 2003 UJ69  | 16 set 2003 | Kitt Peak        | Spacewatch      | Brangane  | MPC                           |
| 409141     | 2003 UV74  | 17 out 2003 | Anderson Mesa    | LONEOS          | —         | MPC                           |
| 409142     | 2003 UN75  | 17 out 2003 | Anderson Mesa    | LONEOS          | —         | MPC                           |
| 409143     | 2003 UU76  | 17 out 2003 | Anderson Mesa    | LONEOS          | —         | MPC                           |
| 409144     | 2003 UB85  | 18 out 2003 | Kitt Peak        | Spacewatch      | —         | MPC                           |
| 409145     | 2003 UM94  | 18 out 2003 | Kitt Peak        | Spacewatch      | —         | MPC                           |
| 409146     | 2003 UT94  | 18 out 2003 | Kitt Peak        | Spacewatch      | —         | MPC                           |
| 409147     | 2003 UQ104 | 18 out 2003 | Kitt Peak        | Spacewatch      | —         | MPC                           |
| 409148     | 2003 UA113 | 20 out 2003 | Socorro          | LINEAR          | —         | MPC                           |
| 409149     | 2003 UV115 | 20 out 2003 | Palomar          | NEAT            | —         | MPC                           |
| 409150     | 2003 UJ120 | 29 set 2003 | Kitt Peak        | Spacewatch      | —         | MPC                           |
| 409151     | 2003 UU120 | 18 out 2003 | Palomar          | NEAT            | —         | MPC                           |
| 409152     | 2003 UA127 | 21 out 2003 | Kitt Peak        | Spacewatch      | —         | MPC                           |
| 409153     | 2003 UW128 | 21 out 2003 | Kitt Peak        | Spacewatch      | —         | MPC                           |
| 409154     | 2003 UD131 | 19 out 2003 | Palomar          | NEAT            | —         | MPC                           |
| 409155     | 2003 UX135 | 21 out 2003 | Palomar          | NEAT            | —         | MPC                           |
| 409156     | 2003 UW156 | 20 out 2003 | Socorro          | LINEAR          | —         | MPC                           |
| 409157     | 2003 UB161 | 21 out 2003 | Kitt Peak        | Spacewatch      | Brangane  | MPC                           |
| 409158     | 2003 UL172 | 20 out 2003 | Socorro          | LINEAR          | —         | MPC                           |
| 409159     | 2003 UP174 | 21 out 2003 | Kitt Peak        | Spacewatch      | —         | MPC                           |
| 409160     | 2003 UU182 | 21 out 2003 | Palomar          | NEAT            | —         | MPC                           |
| 409161     | 2003 UA191 | 23 out 2003 | Anderson Mesa    | LONEOS          | —         | MPC                           |
| 409162     | 2003 UF201 | 28 set 2003 | Kitt Peak        | Spacewatch      | —         | MPC                           |
| 409163     | 2003 US203 | 21 out 2003 | Kitt Peak        | Spacewatch      | Mitidika  | MPC                           |
| 409164     | 2003 UU204 | 22 out 2003 | Socorro          | LINEAR          | —         | MPC                           |
| 409165     | 2003 UU207 | 22 out 2003 | Kitt Peak        | Spacewatch      | —         | MPC                           |
| 409166     | 2003 UV211 | 23 out 2003 | Kitt Peak        | Spacewatch      | Erigone   | MPC                           |
| 409167     | 2003 UJ214 | 24 out 2003 | Socorro          | LINEAR          | —         | MPC                           |
| 409168     | 2003 UA215 | 27 set 2003 | Kitt Peak        | Spacewatch      | —         | MPC                           |
| 409169     | 2003 UK216 | 21 out 2003 | Socorro          | LINEAR          | —         | MPC                           |
| 409170     | 2003 UC229 | 23 out 2003 | Anderson Mesa    | LONEOS          | —         | MPC                           |
| 409171     | 2003 UF229 | 23 out 2003 | Anderson Mesa    | LONEOS          | —         | MPC                           |
| 409172     | 2003 UB235 | 22 set 2003 | Kitt Peak        | Spacewatch      | —         | MPC                           |
| 409173     | 2003 UG239 | 24 out 2003 | Socorro          | LINEAR          | —         | MPC                           |
| 409174     | 2003 UX240 | 24 out 2003 | Kitt Peak        | Spacewatch      | —         | MPC                           |
| 409175     | 2003 UC245 | 24 out 2003 | Kitt Peak        | Spacewatch      | —         | MPC                           |
| 409176     | 2003 UM250 | 25 out 2003 | Socorro          | LINEAR          | —         | MPC                           |
| 409177     | 2003 UC254 | 24 out 2003 | Kitt Peak        | Spacewatch      | —         | MPC                           |
| 409178     | 2003 UQ282 | 29 out 2003 | Anderson Mesa    | LONEOS          | —         | MPC                           |
| 409179     | 2003 UN296 | 16 out 2003 | Kitt Peak        | Spacewatch      | Mitidika  | MPC                           |
| 409180     | 2003 UK297 | 16 out 2003 | Kitt Peak        | Spacewatch      | —         | MPC                           |
| 409181     | 2003 UO297 | 16 out 2003 | Kitt Peak        | Spacewatch      | —         | MPC                           |
| 409182     | 2003 UZ298 | 27 set 2003 | Kitt Peak        | Spacewatch      | —         | MPC                           |
| 409183     | 2003 UF299 | 27 set 2003 | Kitt Peak        | Spacewatch      | Ursula    | MPC                           |
| 409184     | 2003 UN299 | 16 out 2003 | Kitt Peak        | Spacewatch      | —         | MPC                           |
| 409185     | 2003 UY308 | 19 out 2003 | Kitt Peak        | Spacewatch      | Mitidika  | MPC                           |
| 409186     | 2003 UR314 | 27 out 2003 | Kitt Peak        | Spacewatch      | —         | MPC                           |
| 409187     | 2003 UT315 | 20 out 2003 | Socorro          | LINEAR          | —         | MPC                           |
| 409188     | 2003 UH316 | 23 out 2003 | Kitt Peak        | Spacewatch      | —         | MPC                           |
| 409189     | 2003 UY316 | 18 out 2003 | Apache Point     | SDSS            | —         | MPC                           |
| 409190     | 2003 UM317 | 19 out 2003 | Apache Point     | SDSS            | —         | MPC                           |
| 409191     | 2003 UC327 | 18 set 2003 | Kitt Peak        | Spacewatch      | —         | MPC                           |
| 409192     | 2003 UY327 | 17 out 2003 | Apache Point     | SDSS            | —         | MPC                           |
| 409193     | 2003 UD329 | 17 out 2003 | Apache Point     | SDSS            | —         | MPC                           |
| 409194     | 2003 US340 | 18 out 2003 | Kitt Peak        | Spacewatch      | Brangane  | MPC                           |
| 409195     | 2003 UQ344 | 19 out 2003 | Apache Point     | SDSS            | —         | MPC                           |
| 409196     | 2003 UM373 | 22 out 2003 | Apache Point     | SDSS            | Brangane  | MPC                           |
| 409197     | 2003 UB377 | 22 out 2003 | Apache Point     | SDSS            | —         | MPC                           |
| 409198     | 2003 US399 | 22 out 2003 | Kitt Peak        | Spacewatch      | —         | MPC                           |
| 409199     | 2003 UG416 | 21 out 2003 | Palomar          | NEAT            | —         | MPC                           |
| 409200     | 2003 VX4   | 15 nov 2003 | Kitt Peak        | Spacewatch      | —         | MPC                           |

## 409201–409300
| Designação | Designação | Descoberta  | Descoberta       | Descobridor(es) | Categoria | Mais informações / Referência |
| Permanente | Provisória | Data        | Local            | Descobridor(es) | Categoria | Mais informações / Referência |
| ---------- | ---------- | ----------- | ---------------- | --------------- | --------- | ----------------------------- |
| 409201     | 2003 WS    | 16 nov 2003 | Catalina         | CSS             | —         | MPC                           |
| 409202     | 2003 WY2   | 18 nov 2003 | Kitt Peak        | Spacewatch      | —         | MPC                           |
| 409203     | 2003 WU16  | 18 nov 2003 | Palomar          | NEAT            | —         | MPC                           |
| 409204     | 2003 WX25  | 21 nov 2003 | Socorro          | LINEAR          | —         | MPC                           |
| 409205     | 2003 WL27  | 16 nov 2003 | Kitt Peak        | Spacewatch      | —         | MPC                           |
| 409206     | 2003 WF28  | 16 nov 2003 | Kitt Peak        | Spacewatch      | Mitidika  | MPC                           |
| 409207     | 2003 WP41  | 19 nov 2003 | Kitt Peak        | Spacewatch      | —         | MPC                           |
| 409208     | 2003 WB44  | 19 nov 2003 | Palomar          | NEAT            | —         | MPC                           |
| 409209     | 2003 WN44  | 19 nov 2003 | Palomar          | NEAT            | —         | MPC                           |
| 409210     | 2003 WO50  | 19 nov 2003 | Socorro          | LINEAR          | —         | MPC                           |
| 409211     | 2003 WN57  | 18 nov 2003 | Kitt Peak        | Spacewatch      | Mitidika  | MPC                           |
| 409212     | 2003 WL58  | 28 out 2003 | Socorro          | LINEAR          | —         | MPC                           |
| 409213     | 2003 WJ71  | 20 nov 2003 | Socorro          | LINEAR          | —         | MPC                           |
| 409214     | 2003 WV87  | 21 nov 2003 | Socorro          | LINEAR          | —         | MPC                           |
| 409215     | 2003 WA91  | 18 nov 2003 | Palomar          | NEAT            | —         | MPC                           |
| 409216     | 2003 WF93  | 19 nov 2003 | Anderson Mesa    | LONEOS          | —         | MPC                           |
| 409217     | 2003 WH129 | 20 out 2003 | Kitt Peak        | Spacewatch      | —         | MPC                           |
| 409218     | 2003 WU146 | 23 nov 2003 | Socorro          | LINEAR          | —         | MPC                           |
| 409219     | 2003 WB147 | 23 nov 2003 | Kitt Peak        | Spacewatch      | —         | MPC                           |
| 409220     | 2003 WQ169 | 19 nov 2003 | Catalina         | CSS             | —         | MPC                           |
| 409221     | 2003 XN27  | 18 nov 2003 | Kitt Peak        | Spacewatch      | —         | MPC                           |
| 409222     | 2003 XH32  | 19 nov 2003 | Kitt Peak        | Spacewatch      | —         | MPC                           |
| 409223     | 2003 YT    | 17 dez 2003 | Socorro          | LINEAR          | Juno      | MPC                           |
| 409224     | 2003 YK34  | 17 dez 2003 | Kitt Peak        | Spacewatch      | —         | MPC                           |
| 409225     | 2003 YH38  | 19 dez 2003 | Kitt Peak        | Spacewatch      | —         | MPC                           |
| 409226     | 2003 YR82  | 18 dez 2003 | Kitt Peak        | Spacewatch      | —         | MPC                           |
| 409227     | 2003 YT93  | 21 dez 2003 | Socorro          | LINEAR          | —         | MPC                           |
| 409228     | 2003 YU97  | 19 dez 2003 | Socorro          | LINEAR          | —         | MPC                           |
| 409229     | 2003 YM107 | 22 dez 2003 | Socorro          | LINEAR          | —         | MPC                           |
| 409230     | 2003 YZ157 | 26 nov 2003 | Socorro          | LINEAR          | —         | MPC                           |
| 409231     | 2003 YN166 | 17 dez 2003 | Kitt Peak        | Spacewatch      | —         | MPC                           |
| 409232     | 2004 AB26  | 13 jan 2004 | Anderson Mesa    | LONEOS          | —         | MPC                           |
| 409233     | 2004 BG61  | 21 jan 2004 | Socorro          | LINEAR          | —         | MPC                           |
| 409234     | 2004 BW147 | 16 jan 2004 | Palomar          | NEAT            | —         | MPC                           |
| 409235     | 2004 BH148 | 16 jan 2004 | Palomar          | NEAT            | —         | MPC                           |
| 409236     | 2004 CL60  | 11 fev 2004 | Palomar          | NEAT            | —         | MPC                           |
| 409237     | 2004 CS66  | 15 fev 2004 | Socorro          | LINEAR          | —         | MPC                           |
| 409238     | 2004 CZ103 | 13 fev 2004 | Palomar          | NEAT            | —         | MPC                           |
| 409239     | 2004 DL21  | 17 fev 2004 | Catalina         | CSS             | —         | MPC                           |
| 409240     | 2004 DF64  | 29 fev 2004 | Kitt Peak        | Spacewatch      | —         | MPC                           |
| 409241     | 2004 EP6   | 12 mar 2004 | Palomar          | NEAT            | —         | MPC                           |
| 409242     | 2004 EC23  | 15 mar 2004 | Catalina         | CSS             | —         | MPC                           |
| 409243     | 2004 EJ38  | 14 mar 2004 | Kitt Peak        | Spacewatch      | —         | MPC                           |
| 409244     | 2004 EQ42  | 15 mar 2004 | Catalina         | CSS             | —         | MPC                           |
| 409245     | 2004 ET76  | 15 mar 2004 | Kitt Peak        | Spacewatch      | —         | MPC                           |
| 409246     | 2004 EG77  | 15 mar 2004 | Socorro          | LINEAR          | —         | MPC                           |
| 409247     | 2004 EM86  | 15 mar 2004 | Catalina         | CSS             | —         | MPC                           |
| 409248     | 2004 FX37  | 17 mar 2004 | Kitt Peak        | Spacewatch      | —         | MPC                           |
| 409249     | 2004 FS57  | 17 mar 2004 | Kitt Peak        | Spacewatch      | —         | MPC                           |
| 409250     | 2004 FO63  | 19 mar 2004 | Socorro          | LINEAR          | —         | MPC                           |
| 409251     | 2004 FX66  | 20 mar 2004 | Socorro          | LINEAR          | —         | MPC                           |
| 409252     | 2004 FK70  | 16 mar 2004 | Valmeca          | Valmeca Obs.    | —         | MPC                           |
| 409253     | 2004 FO134 | 26 mar 2004 | Socorro          | LINEAR          | —         | MPC                           |
| 409254     | 2004 GQ14  | 13 abr 2004 | Palomar          | NEAT            | —         | MPC                           |
| 409255     | 2004 GX75  | 30 mar 2004 | Siding Spring    | SSS             | —         | MPC                           |
| 409256     | 2004 HO1   | 19 abr 2004 | Socorro          | LINEAR          | —         | MPC                           |
| 409257     | 2004 HN54  | 21 abr 2004 | Catalina         | CSS             | —         | MPC                           |
| 409258     | 2004 HE59  | 24 abr 2004 | Siding Spring    | SSS             | Phocaea   | MPC                           |
| 409259     | 2004 JD3   | 9 mai 2004  | Palomar          | NEAT            | —         | MPC                           |
| 409260     | 2004 LO27  | 13 jun 2004 | Kitt Peak        | Spacewatch      | —         | MPC                           |
| 409261     | 2004 LC30  | 14 jun 2004 | Kitt Peak        | Spacewatch      | —         | MPC                           |
| 409262     | 2004 PX81  | 10 ago 2004 | Socorro          | LINEAR          | —         | MPC                           |
| 409263     | 2004 PN87  | 11 ago 2004 | Socorro          | LINEAR          | —         | MPC                           |
| 409264     | 2004 PS99  | 11 ago 2004 | Socorro          | LINEAR          | —         | MPC                           |
| 409265     | 2004 PP105 | 13 ago 2004 | Palomar          | NEAT            | —         | MPC                           |
| 409266     | 2004 RK9   | 7 set 2004  | Socorro          | LINEAR          | —         | MPC                           |
| 409267     | 2004 RL17  | 7 set 2004  | Socorro          | LINEAR          | —         | MPC                           |
| 409268     | 2004 RW18  | 7 set 2004  | Kitt Peak        | Spacewatch      | —         | MPC                           |
| 409269     | 2004 RY19  | 7 set 2004  | Socorro          | LINEAR          | —         | MPC                           |
| 409270     | 2004 RP23  | 7 set 2004  | Uccle            | T. Pauwels      | —         | MPC                           |
| 409271     | 2004 RS36  | 7 set 2004  | Socorro          | LINEAR          | —         | MPC                           |
| 409272     | 2004 RV52  | 8 set 2004  | Socorro          | LINEAR          | —         | MPC                           |
| 409273     | 2004 RH96  | 9 ago 2004  | Campo Imperatore | CINEOS          | —         | MPC                           |
| 409274     | 2004 RW99  | 8 set 2004  | Socorro          | LINEAR          | —         | MPC                           |
| 409275     | 2004 RA102 | 8 set 2004  | Socorro          | LINEAR          | —         | MPC                           |
| 409276     | 2004 RU153 | 10 set 2004 | Socorro          | LINEAR          | —         | MPC                           |
| 409277     | 2004 RX155 | 10 set 2004 | Socorro          | LINEAR          | —         | MPC                           |
| 409278     | 2004 RF159 | 10 set 2004 | Socorro          | LINEAR          | —         | MPC                           |
| 409279     | 2004 RK167 | 7 set 2004  | Socorro          | LINEAR          | —         | MPC                           |
| 409280     | 2004 RV201 | 11 set 2004 | Socorro          | LINEAR          | —         | MPC                           |
| 409281     | 2004 RW202 | 11 set 2004 | Kitt Peak        | Spacewatch      | —         | MPC                           |
| 409282     | 2004 RY211 | 11 set 2004 | Socorro          | LINEAR          | —         | MPC                           |
| 409283     | 2004 RT225 | 8 set 2004  | Socorro          | LINEAR          | —         | MPC                           |
| 409284     | 2004 RK236 | 10 set 2004 | Socorro          | LINEAR          | —         | MPC                           |
| 409285     | 2004 RX269 | 11 set 2004 | Kitt Peak        | Spacewatch      | —         | MPC                           |
| 409286     | 2004 RX288 | 15 set 2004 | Saint-Sulpice    | B. Christophe   | —         | MPC                           |
| 409287     | 2004 RA290 | 15 set 2004 | Anderson Mesa    | LONEOS          | —         | MPC                           |
| 409288     | 2004 RP293 | 11 set 2004 | Kitt Peak        | Spacewatch      | —         | MPC                           |
| 409289     | 2004 RR293 | 25 ago 2004 | Kitt Peak        | Spacewatch      | —         | MPC                           |
| 409290     | 2004 RQ296 | 11 set 2004 | Kitt Peak        | Spacewatch      | —         | MPC                           |
| 409291     | 2004 RX337 | 15 set 2004 | Kitt Peak        | Spacewatch      | Brangane  | MPC                           |
| 409292     | 2004 SP18  | 18 set 2004 | Socorro          | LINEAR          | Eos       | MPC                           |
| 409293     | 2004 SN32  | 17 set 2004 | Socorro          | LINEAR          | —         | MPC                           |
| 409294     | 2004 SR41  | 18 set 2004 | Socorro          | LINEAR          | —         | MPC                           |
| 409295     | 2004 SP46  | 18 set 2004 | Socorro          | LINEAR          | —         | MPC                           |
| 409296     | 2004 SV51  | 27 ago 2004 | Anderson Mesa    | LONEOS          | —         | MPC                           |
| 409297     | 2004 TV3   | 4 out 2004  | Kitt Peak        | Spacewatch      | —         | MPC                           |
| 409298     | 2004 TH5   | 4 out 2004  | Kitt Peak        | Spacewatch      | —         | MPC                           |
| 409299     | 2004 TO10  | 5 out 2004  | Anderson Mesa    | LONEOS          | —         | MPC                           |
| 409300     | 2004 TJ20  | 15 out 2004 | Socorro          | LINEAR          | —         | MPC                           |

## 409301–409400
| Designação | Designação | Descoberta  | Descoberta    | Descobridor(es)         | Categoria | Mais informações / Referência |
| Permanente | Provisória | Data        | Local         | Descobridor(es)         | Categoria | Mais informações / Referência |
| ---------- | ---------- | ----------- | ------------- | ----------------------- | --------- | ----------------------------- |
| 409301     | 2004 TB32  | 4 out 2004  | Kitt Peak     | Spacewatch              | —         | MPC                           |
| 409302     | 2004 TF45  | 4 out 2004  | Kitt Peak     | Spacewatch              | Brangane  | MPC                           |
| 409303     | 2004 TU47  | 4 out 2004  | Kitt Peak     | Spacewatch              | —         | MPC                           |
| 409304     | 2004 TS58  | 5 out 2004  | Kitt Peak     | Spacewatch              | —         | MPC                           |
| 409305     | 2004 TZ69  | 22 set 2004 | Socorro       | LINEAR                  | —         | MPC                           |
| 409306     | 2004 TA77  | 7 out 2004  | Kitt Peak     | Spacewatch              | —         | MPC                           |
| 409307     | 2004 TL97  | 5 out 2004  | Kitt Peak     | Spacewatch              | —         | MPC                           |
| 409308     | 2004 TV102 | 6 out 2004  | Palomar       | NEAT                    | —         | MPC                           |
| 409309     | 2004 TM106 | 7 out 2004  | Socorro       | LINEAR                  | —         | MPC                           |
| 409310     | 2004 TB138 | 17 set 2004 | Socorro       | LINEAR                  | —         | MPC                           |
| 409311     | 2004 TZ149 | 15 set 2004 | Kitt Peak     | Spacewatch              | —         | MPC                           |
| 409312     | 2004 TS156 | 6 out 2004  | Kitt Peak     | Spacewatch              | —         | MPC                           |
| 409313     | 2004 TZ177 | 7 out 2004  | Kitt Peak     | Spacewatch              | —         | MPC                           |
| 409314     | 2004 TV180 | 7 out 2004  | Kitt Peak     | Spacewatch              | —         | MPC                           |
| 409315     | 2004 TR190 | 7 out 2004  | Kitt Peak     | Spacewatch              | —         | MPC                           |
| 409316     | 2004 TX198 | 7 out 2004  | Kitt Peak     | Spacewatch              | —         | MPC                           |
| 409317     | 2004 TN202 | 7 out 2004  | Kitt Peak     | Spacewatch              | —         | MPC                           |
| 409318     | 2004 TA221 | 8 set 2004  | Socorro       | LINEAR                  | —         | MPC                           |
| 409319     | 2004 TU263 | 9 out 2004  | Kitt Peak     | Spacewatch              | —         | MPC                           |
| 409320     | 2004 TM277 | 9 out 2004  | Kitt Peak     | Spacewatch              | —         | MPC                           |
| 409321     | 2004 TY296 | 10 out 2004 | Kitt Peak     | Spacewatch              | —         | MPC                           |
| 409322     | 2004 TN333 | 9 out 2004  | Kitt Peak     | Spacewatch              | —         | MPC                           |
| 409323     | 2004 TA341 | 13 out 2004 | Kitt Peak     | Spacewatch              | —         | MPC                           |
| 409324     | 2004 TV350 | 10 out 2004 | Kitt Peak     | M. W. Buie              | —         | MPC                           |
| 409325     | 2004 TA351 | 10 out 2004 | Kitt Peak     | Spacewatch              | Brangane  | MPC                           |
| 409326     | 2004 TC367 | 4 out 2004  | Kitt Peak     | Spacewatch              | —         | MPC                           |
| 409327     | 2004 TL367 | 10 out 2004 | Socorro       | LINEAR                  | —         | MPC                           |
| 409328     | 2004 TC368 | 7 out 2004  | Kitt Peak     | Spacewatch              | —         | MPC                           |
| 409329     | 2004 TZ368 | 7 out 2004  | Kitt Peak     | Spacewatch              | —         | MPC                           |
| 409330     | 2004 TF370 | 5 out 2004  | Kitt Peak     | Spacewatch              | —         | MPC                           |
| 409331     | 2004 VX    | 3 nov 2004  | Anderson Mesa | LONEOS                  | —         | MPC                           |
| 409332     | 2004 VP3   | 3 nov 2004  | Kitt Peak     | Spacewatch              | —         | MPC                           |
| 409333     | 2004 VG18  | 4 nov 2004  | Kitt Peak     | Spacewatch              | —         | MPC                           |
| 409334     | 2004 VY37  | 4 nov 2004  | Kitt Peak     | Spacewatch              | Brangane  | MPC                           |
| 409335     | 2004 VX38  | 4 nov 2004  | Kitt Peak     | Spacewatch              | —         | MPC                           |
| 409336     | 2004 VE42  | 15 out 2004 | Mount Lemmon  | Mount Lemmon Survey     | —         | MPC                           |
| 409337     | 2004 VE53  | 5 nov 2004  | Palomar       | NEAT                    | —         | MPC                           |
| 409338     | 2004 VK67  | 9 nov 2004  | Kitt Peak     | M. W. Buie              | —         | MPC                           |
| 409339     | 2004 VM69  | 10 nov 2004 | Kitt Peak     | Spacewatch              | —         | MPC                           |
| 409340     | 2004 VZ71  | 11 nov 2004 | Kitt Peak     | Spacewatch              | —         | MPC                           |
| 409341     | 2004 XX26  | 10 dez 2004 | Socorro       | LINEAR                  | —         | MPC                           |
| 409342     | 2004 XM35  | 12 dez 2004 | Palomar       | NEAT                    | —         | MPC                           |
| 409343     | 2004 XM46  | 9 dez 2004  | Kitt Peak     | Spacewatch              | —         | MPC                           |
| 409344     | 2004 XP48  | 10 dez 2004 | Kitt Peak     | Spacewatch              | —         | MPC                           |
| 409345     | 2004 XQ58  | 10 dez 2004 | Kitt Peak     | Spacewatch              | —         | MPC                           |
| 409346     | 2004 XF68  | 3 dez 2004  | Kitt Peak     | Spacewatch              | —         | MPC                           |
| 409347     | 2004 XJ70  | 11 dez 2004 | Socorro       | LINEAR                  | —         | MPC                           |
| 409348     | 2004 XQ70  | 11 dez 2004 | Socorro       | LINEAR                  | —         | MPC                           |
| 409349     | 2004 XB90  | 11 dez 2004 | Kitt Peak     | Spacewatch              | —         | MPC                           |
| 409350     | 2004 XU90  | 11 dez 2004 | Kitt Peak     | Spacewatch              | —         | MPC                           |
| 409351     | 2004 XR110 | 14 dez 2004 | Socorro       | LINEAR                  | —         | MPC                           |
| 409352     | 2004 XW118 | 12 dez 2004 | Kitt Peak     | Spacewatch              | —         | MPC                           |
| 409353     | 2004 XT128 | 14 dez 2004 | Socorro       | LINEAR                  | —         | MPC                           |
| 409354     | 2004 XE160 | 14 dez 2004 | Kitt Peak     | Spacewatch              | —         | MPC                           |
| 409355     | 2004 XT166 | 2 dez 2004  | Palomar       | NEAT                    | Brangane  | MPC                           |
| 409356     | 2004 XT191 | 12 dez 2004 | Kitt Peak     | Spacewatch              | —         | MPC                           |
| 409357     | 2004 YK23  | 18 dez 2004 | Mount Lemmon  | Mount Lemmon Survey     | —         | MPC                           |
| 409358     | 2004 YY33  | 17 dez 2004 | Haleakala     | NEAT                    | —         | MPC                           |
| 409359     | 2005 AA1   | 1 jan 2005  | Catalina      | CSS                     | —         | MPC                           |
| 409360     | 2005 AG1   | 1 jan 2005  | Catalina      | CSS                     | —         | MPC                           |
| 409361     | 2005 AP6   | 6 jan 2005  | Socorro       | LINEAR                  | —         | MPC                           |
| 409362     | 2005 AA7   | 6 jan 2005  | Catalina      | CSS                     | Juno      | MPC                           |
| 409363     | 2005 AA17  | 6 jan 2005  | Socorro       | LINEAR                  | —         | MPC                           |
| 409364     | 2005 AS18  | 8 jan 2005  | Socorro       | LINEAR                  | —         | MPC                           |
| 409365     | 2005 AX33  | 13 jan 2005 | Kitt Peak     | Spacewatch              | —         | MPC                           |
| 409366     | 2005 AH44  | 15 jan 2005 | Kitt Peak     | Spacewatch              | —         | MPC                           |
| 409367     | 2005 AS44  | 15 jan 2005 | Socorro       | LINEAR                  | —         | MPC                           |
| 409368     | 2005 AP52  | 13 jan 2005 | Kitt Peak     | Spacewatch              | —         | MPC                           |
| 409369     | 2005 AL70  | 15 jan 2005 | Catalina      | CSS                     | —         | MPC                           |
| 409370     | 2005 AH80  | 15 jan 2005 | Kitt Peak     | Spacewatch              | Brangane  | MPC                           |
| 409371     | 2005 BQ8   | 16 jan 2005 | Socorro       | LINEAR                  | —         | MPC                           |
| 409372     | 2005 BX11  | 17 jan 2005 | Kitt Peak     | Spacewatch              | —         | MPC                           |
| 409373     | 2005 BM24  | 17 jan 2005 | Catalina      | CSS                     | —         | MPC                           |
| 409374     | 2005 CB12  | 18 dez 2004 | Mount Lemmon  | Mount Lemmon Survey     | —         | MPC                           |
| 409375     | 2005 CN15  | 16 jan 2005 | Kitt Peak     | Spacewatch              | —         | MPC                           |
| 409376     | 2005 CY17  | 17 jan 2005 | Kitt Peak     | Spacewatch              | —         | MPC                           |
| 409377     | 2005 CE20  | 2 fev 2005  | Catalina      | CSS                     | —         | MPC                           |
| 409378     | 2005 CW20  | 13 jan 2005 | Kitt Peak     | Spacewatch              | —         | MPC                           |
| 409379     | 2005 CK29  | 1 fev 2005  | Kitt Peak     | Spacewatch              | —         | MPC                           |
| 409380     | 2005 CW29  | 1 fev 2005  | Kitt Peak     | Spacewatch              | —         | MPC                           |
| 409381     | 2005 CF44  | 2 fev 2005  | Kitt Peak     | Spacewatch              | —         | MPC                           |
| 409382     | 2005 CT65  | 9 fev 2005  | Kitt Peak     | Spacewatch              | Juno      | MPC                           |
| 409383     | 2005 DQ1   | 17 fev 2005 | La Silla      | A. Boattini, H. Scholl  | —         | MPC                           |
| 409384     | 2005 EH    | 1 mar 2005  | Socorro       | LINEAR                  | —         | MPC                           |
| 409385     | 2005 ED16  | 3 mar 2005  | Kitt Peak     | Spacewatch              | —         | MPC                           |
| 409386     | 2005 EA30  | 5 mar 2005  | La Silla      | R. Gauderon, R. Behrend | —         | MPC                           |
| 409387     | 2005 EX30  | 3 mar 2005  | Catalina      | CSS                     | —         | MPC                           |
| 409388     | 2005 EL34  | 3 mar 2005  | Catalina      | CSS                     | —         | MPC                           |
| 409389     | 2005 EP45  | 3 mar 2005  | Catalina      | CSS                     | —         | MPC                           |
| 409390     | 2005 ET58  | 4 mar 2005  | Kitt Peak     | Spacewatch              | —         | MPC                           |
| 409391     | 2005 EV66  | 4 mar 2005  | Mount Lemmon  | Mount Lemmon Survey     | —         | MPC                           |
| 409392     | 2005 EM73  | 3 mar 2005  | Kitt Peak     | Spacewatch              | —         | MPC                           |
| 409393     | 2005 ER97  | 3 mar 2005  | Catalina      | CSS                     | Erigone   | MPC                           |
| 409394     | 2005 EE103 | 4 mar 2005  | Kitt Peak     | Spacewatch              | —         | MPC                           |
| 409395     | 2005 EF174 | 8 mar 2005  | Kitt Peak     | Spacewatch              | —         | MPC                           |
| 409396     | 2005 EX184 | 9 mar 2005  | Kitt Peak     | Spacewatch              | —         | MPC                           |
| 409397     | 2005 EF202 | 8 mar 2005  | Socorro       | LINEAR                  | —         | MPC                           |
| 409398     | 2005 EA207 | 13 mar 2005 | Kitt Peak     | Spacewatch              | —         | MPC                           |
| 409399     | 2005 EE225 | 13 mar 2005 | Socorro       | LINEAR                  | —         | MPC                           |
| 409400     | 2005 EW245 | 12 mar 2005 | Kitt Peak     | Spacewatch              | —         | MPC                           |

## 409401–409500
| Designação | Designação | Descoberta  | Descoberta       | Descobridor(es)     | Categoria | Mais informações / Referência |
| Permanente | Provisória | Data        | Local            | Descobridor(es)     | Categoria | Mais informações / Referência |
| ---------- | ---------- | ----------- | ---------------- | ------------------- | --------- | ----------------------------- |
| 409401     | 2005 EF261 | 12 mar 2005 | Socorro          | LINEAR              | —         | MPC                           |
| 409402     | 2005 EA270 | 11 mar 2005 | Kitt Peak        | Spacewatch          | —         | MPC                           |
| 409403     | 2005 EF276 | 8 mar 2005  | Mount Lemmon     | Mount Lemmon Survey | —         | MPC                           |
| 409404     | 2005 EK297 | 11 mar 2005 | Kitt Peak        | M. W. Buie          | —         | MPC                           |
| 409405     | 2005 GL14  | 2 abr 2005  | Kitt Peak        | Spacewatch          | —         | MPC                           |
| 409406     | 2005 GY33  | 5 abr 2005  | Goodricke-Pigott | R. A. Tucker        | —         | MPC                           |
| 409407     | 2005 GO60  | 6 abr 2005  | Anderson Mesa    | LONEOS              | —         | MPC                           |
| 409408     | 2005 GV94  | 6 abr 2005  | Kitt Peak        | Spacewatch          | —         | MPC                           |
| 409409     | 2005 GC119 | 11 abr 2005 | Mount Lemmon     | Mount Lemmon Survey | Mitidika  | MPC                           |
| 409410     | 2005 GX122 | 6 abr 2005  | Mount Lemmon     | Mount Lemmon Survey | Phocaea   | MPC                           |
| 409411     | 2005 GV140 | 3 mar 2005  | Kitt Peak        | Spacewatch          | —         | MPC                           |
| 409412     | 2005 GL163 | 10 abr 2005 | Mount Lemmon     | Mount Lemmon Survey | —         | MPC                           |
| 409413     | 2005 GO168 | 12 abr 2005 | Kitt Peak        | Spacewatch          | —         | MPC                           |
| 409414     | 2005 GE176 | 14 abr 2005 | Kitt Peak        | Spacewatch          | —         | MPC                           |
| 409415     | 2005 GL178 | 15 abr 2005 | Kitt Peak        | Spacewatch          | —         | MPC                           |
| 409416     | 2005 GR200 | 4 abr 2005  | Mount Lemmon     | Mount Lemmon Survey | —         | MPC                           |
| 409417     | 2005 GK205 | 11 abr 2005 | Kitt Peak        | M. W. Buie          | —         | MPC                           |
| 409418     | 2005 JK5   | 1 mai 2005  | Palomar          | NEAT                | —         | MPC                           |
| 409419     | 2005 JO43  | 8 mai 2005  | Kitt Peak        | Spacewatch          | —         | MPC                           |
| 409420     | 2005 JL75  | 15 abr 2005 | Catalina         | CSS                 | —         | MPC                           |
| 409421     | 2005 JD97  | 8 mai 2005  | Kitt Peak        | Spacewatch          | —         | MPC                           |
| 409422     | 2005 JG98  | 8 mai 2005  | Kitt Peak        | Spacewatch          | —         | MPC                           |
| 409423     | 2005 JQ125 | 11 mai 2005 | Kitt Peak        | Spacewatch          | —         | MPC                           |
| 409424     | 2005 JD133 | 14 mai 2005 | Kitt Peak        | Spacewatch          | —         | MPC                           |
| 409425     | 2005 JU143 | 15 mai 2005 | Mount Lemmon     | Mount Lemmon Survey | —         | MPC                           |
| 409426     | 2005 LN21  | 6 jun 2005  | Kitt Peak        | Spacewatch          | —         | MPC                           |
| 409427     | 2005 LW32  | 9 jun 2005  | Kitt Peak        | Spacewatch          | —         | MPC                           |
| 409428     | 2005 LZ50  | 13 jun 2005 | Mount Lemmon     | Mount Lemmon Survey | —         | MPC                           |
| 409429     | 2005 MX35  | 30 jun 2005 | Kitt Peak        | Spacewatch          | —         | MPC                           |
| 409430     | 2005 NE44  | 15 jun 2005 | Mount Lemmon     | Mount Lemmon Survey | —         | MPC                           |
| 409431     | 2005 NB52  | 28 jun 2005 | Kitt Peak        | Spacewatch          | —         | MPC                           |
| 409432     | 2005 NZ77  | 11 jul 2005 | Kitt Peak        | Spacewatch          | Juno      | MPC                           |
| 409433     | 2005 NZ90  | 5 jul 2005  | Mount Lemmon     | Mount Lemmon Survey | Eos       | MPC                           |
| 409434     | 2005 NB101 | 8 jul 2005  | Anderson Mesa    | LONEOS              | —         | MPC                           |
| 409435     | 2005 NC107 | 22 dez 2003 | Kitt Peak        | Spacewatch          | —         | MPC                           |
| 409436     | 2005 OD11  | 28 jul 2005 | Palomar          | NEAT                | —         | MPC                           |
| 409437     | 2005 OV13  | 15 mar 2004 | Kitt Peak        | Spacewatch          | Phocaea   | MPC                           |
| 409438     | 2005 OA16  | 29 jul 2005 | Palomar          | NEAT                | —         | MPC                           |
| 409439     | 2005 OP19  | 28 jul 2005 | Palomar          | NEAT                | —         | MPC                           |
| 409440     | 2005 OK31  | 27 jul 2005 | Siding Spring    | SSS                 | —         | MPC                           |
| 409441     | 2005 PB21  | 6 ago 2005  | Palomar          | NEAT                | —         | MPC                           |
| 409442     | 2005 QD5   | 24 ago 2005 | Siding Spring    | SSS                 | —         | MPC                           |
| 409443     | 2005 QX34  | 25 ago 2005 | Palomar          | NEAT                | —         | MPC                           |
| 409444     | 2005 QO41  | 9 jul 2005  | Catalina         | CSS                 | —         | MPC                           |
| 409445     | 2005 QU59  | 25 ago 2005 | Palomar          | NEAT                | —         | MPC                           |
| 409446     | 2005 QG66  | 27 ago 2005 | Anderson Mesa    | LONEOS              | —         | MPC                           |
| 409447     | 2005 QJ77  | 17 jun 2005 | Mount Lemmon     | Mount Lemmon Survey | —         | MPC                           |
| 409448     | 2005 QV100 | 27 ago 2005 | Palomar          | NEAT                | —         | MPC                           |
| 409449     | 2005 QK106 | 27 ago 2005 | Palomar          | NEAT                | —         | MPC                           |
| 409450     | 2005 QM114 | 27 ago 2005 | Palomar          | NEAT                | —         | MPC                           |
| 409451     | 2005 QL122 | 28 ago 2005 | Kitt Peak        | Spacewatch          | —         | MPC                           |
| 409452     | 2005 QC134 | 28 ago 2005 | Kitt Peak        | Spacewatch          | —         | MPC                           |
| 409453     | 2005 QW135 | 28 ago 2005 | Kitt Peak        | Spacewatch          | —         | MPC                           |
| 409454     | 2005 QQ139 | 28 ago 2005 | Kitt Peak        | Spacewatch          | —         | MPC                           |
| 409455     | 2005 QM163 | 30 ago 2005 | Kitt Peak        | Spacewatch          | —         | MPC                           |
| 409456     | 2005 QO163 | 30 ago 2005 | Kitt Peak        | Spacewatch          | —         | MPC                           |
| 409457     | 2005 QE165 | 31 ago 2005 | Palomar          | NEAT                | —         | MPC                           |
| 409458     | 2005 QH181 | 30 ago 2005 | Anderson Mesa    | LONEOS              | —         | MPC                           |
| 409459     | 2005 QL187 | 31 ago 2005 | Kitt Peak        | Spacewatch          | —         | MPC                           |
| 409460     | 2005 RU7   | 8 set 2005  | Socorro          | LINEAR              | —         | MPC                           |
| 409461     | 2005 RY51  | 3 set 2005  | Catalina         | CSS                 | Phocaea   | MPC                           |
| 409462     | 2005 SP3   | 23 set 2005 | Kitt Peak        | Spacewatch          | —         | MPC                           |
| 409463     | 2005 SZ15  | 1 set 2005  | Kitt Peak        | Spacewatch          | —         | MPC                           |
| 409464     | 2005 SK16  | 30 ago 2005 | Anderson Mesa    | LONEOS              | —         | MPC                           |
| 409465     | 2005 SG21  | 26 set 2005 | Kitt Peak        | Spacewatch          | —         | MPC                           |
| 409466     | 2005 SQ26  | 23 set 2005 | Kitt Peak        | Spacewatch          | —         | MPC                           |
| 409467     | 2005 SU31  | 23 set 2005 | Kitt Peak        | Spacewatch          | —         | MPC                           |
| 409468     | 2005 SJ34  | 23 set 2005 | Kitt Peak        | Spacewatch          | —         | MPC                           |
| 409469     | 2005 SO41  | 24 set 2005 | Kitt Peak        | Spacewatch          | —         | MPC                           |
| 409470     | 2005 SC48  | 24 set 2005 | Kitt Peak        | Spacewatch          | —         | MPC                           |
| 409471     | 2005 SX48  | 24 set 2005 | Kitt Peak        | Spacewatch          | —         | MPC                           |
| 409472     | 2005 SD50  | 24 set 2005 | Kitt Peak        | Spacewatch          | —         | MPC                           |
| 409473     | 2005 SN54  | 25 set 2005 | Kitt Peak        | Spacewatch          | —         | MPC                           |
| 409474     | 2005 SO54  | 25 set 2005 | Kitt Peak        | Spacewatch          | —         | MPC                           |
| 409475     | 2005 SP54  | 25 set 2005 | Kitt Peak        | Spacewatch          | —         | MPC                           |
| 409476     | 2005 SN57  | 26 set 2005 | Kitt Peak        | Spacewatch          | —         | MPC                           |
| 409477     | 2005 SP64  | 26 set 2005 | Kitt Peak        | Spacewatch          | —         | MPC                           |
| 409478     | 2005 SN76  | 24 set 2005 | Kitt Peak        | Spacewatch          | —         | MPC                           |
| 409479     | 2005 SX76  | 24 set 2005 | Kitt Peak        | Spacewatch          | —         | MPC                           |
| 409480     | 2005 SW78  | 24 set 2005 | Kitt Peak        | Spacewatch          | —         | MPC                           |
| 409481     | 2005 SN82  | 24 set 2005 | Kitt Peak        | Spacewatch          | —         | MPC                           |
| 409482     | 2005 ST83  | 24 set 2005 | Kitt Peak        | Spacewatch          | —         | MPC                           |
| 409483     | 2005 SH91  | 24 set 2005 | Kitt Peak        | Spacewatch          | —         | MPC                           |
| 409484     | 2005 SE98  | 25 set 2005 | Kitt Peak        | Spacewatch          | —         | MPC                           |
| 409485     | 2005 SB105 | 25 set 2005 | Palomar          | NEAT                | —         | MPC                           |
| 409486     | 2005 SR107 | 26 set 2005 | Catalina         | CSS                 | —         | MPC                           |
| 409487     | 2005 SP109 | 26 set 2005 | Kitt Peak        | Spacewatch          | —         | MPC                           |
| 409488     | 2005 SP112 | 26 set 2005 | Catalina         | CSS                 | Phocaea   | MPC                           |
| 409489     | 2005 SS112 | 26 set 2005 | Palomar          | NEAT                | —         | MPC                           |
| 409490     | 2005 SQ122 | 29 ago 2005 | Anderson Mesa    | LONEOS              | —         | MPC                           |
| 409491     | 2005 SJ130 | 24 set 2005 | Kitt Peak        | Spacewatch          | —         | MPC                           |
| 409492     | 2005 SE131 | 29 set 2005 | Mount Lemmon     | Mount Lemmon Survey | —         | MPC                           |
| 409493     | 2005 SG146 | 25 set 2005 | Catalina         | CSS                 | —         | MPC                           |
| 409494     | 2005 SJ154 | 1 set 2005  | Kitt Peak        | Spacewatch          | —         | MPC                           |
| 409495     | 2005 SV177 | 29 set 2005 | Kitt Peak        | Spacewatch          | —         | MPC                           |
| 409496     | 2005 SD182 | 24 set 2005 | Kitt Peak        | Spacewatch          | —         | MPC                           |
| 409497     | 2005 SY182 | 29 set 2005 | Kitt Peak        | Spacewatch          | —         | MPC                           |
| 409498     | 2005 SC207 | 30 set 2005 | Mount Lemmon     | Mount Lemmon Survey | —         | MPC                           |
| 409499     | 2005 SY212 | 30 set 2005 | Mount Lemmon     | Mount Lemmon Survey | —         | MPC                           |
| 409500     | 2005 SW215 | 12 set 2005 | Socorro          | LINEAR              | —         | MPC                           |

## 409501–409600
| Designação | Designação | Descoberta  | Descoberta    | Descobridor(es)     | Categoria | Mais informações / Referência |
| Permanente | Provisória | Data        | Local         | Descobridor(es)     | Categoria | Mais informações / Referência |
| ---------- | ---------- | ----------- | ------------- | ------------------- | --------- | ----------------------------- |
| 409501     | 2005 SL223 | 29 set 2005 | Kitt Peak     | Spacewatch          | —         | MPC                           |
| 409502     | 2005 SZ234 | 29 set 2005 | Mount Lemmon  | Mount Lemmon Survey | —         | MPC                           |
| 409503     | 2005 SL241 | 30 set 2005 | Kitt Peak     | Spacewatch          | —         | MPC                           |
| 409504     | 2005 SY246 | 30 set 2005 | Kitt Peak     | Spacewatch          | —         | MPC                           |
| 409505     | 2005 ST258 | 23 set 2005 | Catalina      | CSS                 | —         | MPC                           |
| 409506     | 2005 SU262 | 23 set 2005 | Kitt Peak     | Spacewatch          | —         | MPC                           |
| 409507     | 2005 SX264 | 25 set 2005 | Kitt Peak     | Spacewatch          | —         | MPC                           |
| 409508     | 2005 SB286 | 25 set 2005 | Apache Point  | A. C. Becker        | —         | MPC                           |
| 409509     | 2005 SX291 | 27 set 2005 | Kitt Peak     | Spacewatch          | —         | MPC                           |
| 409510     | 2005 TM3   | 12 set 2005 | Socorro       | LINEAR              | —         | MPC                           |
| 409511     | 2005 TC4   | 1 out 2005  | Anderson Mesa | LONEOS              | —         | MPC                           |
| 409512     | 2005 TL22  | 1 set 2005  | Kitt Peak     | Spacewatch          | —         | MPC                           |
| 409513     | 2005 TL38  | 1 out 2005  | Mount Lemmon  | Mount Lemmon Survey | —         | MPC                           |
| 409514     | 2005 TG52  | 5 out 2005  | Kitt Peak     | Spacewatch          | —         | MPC                           |
| 409515     | 2005 TY53  | 1 out 2005  | Socorro       | LINEAR              | Xizang    | MPC                           |
| 409516     | 2005 TJ54  | 1 out 2005  | Mount Lemmon  | Mount Lemmon Survey | —         | MPC                           |
| 409517     | 2005 TE60  | 3 out 2005  | Kitt Peak     | Spacewatch          | —         | MPC                           |
| 409518     | 2005 TG62  | 4 out 2005  | Mount Lemmon  | Mount Lemmon Survey | Hanna     | MPC                           |
| 409519     | 2005 TQ74  | 23 set 2005 | Anderson Mesa | LONEOS              | —         | MPC                           |
| 409520     | 2005 TP77  | 6 out 2005  | Catalina      | CSS                 | —         | MPC                           |
| 409521     | 2005 TM81  | 3 out 2005  | Kitt Peak     | Spacewatch          | —         | MPC                           |
| 409522     | 2005 TD89  | 5 out 2005  | Mount Lemmon  | Mount Lemmon Survey | —         | MPC                           |
| 409523     | 2005 TS108 | 29 set 2005 | Kitt Peak     | Spacewatch          | —         | MPC                           |
| 409524     | 2005 TO110 | 7 out 2005  | Kitt Peak     | Spacewatch          | —         | MPC                           |
| 409525     | 2005 TR112 | 7 out 2005  | Kitt Peak     | Spacewatch          | —         | MPC                           |
| 409526     | 2005 TX112 | 27 set 2005 | Kitt Peak     | Spacewatch          | —         | MPC                           |
| 409527     | 2005 TE115 | 7 out 2005  | Kitt Peak     | Spacewatch          | —         | MPC                           |
| 409528     | 2005 TP127 | 7 out 2005  | Kitt Peak     | Spacewatch          | —         | MPC                           |
| 409529     | 2005 TY131 | 7 out 2005  | Kitt Peak     | Spacewatch          | —         | MPC                           |
| 409530     | 2005 TB138 | 1 out 2005  | Socorro       | LINEAR              | —         | MPC                           |
| 409531     | 2005 TG138 | 7 out 2005  | Catalina      | CSS                 | —         | MPC                           |
| 409532     | 2005 TT142 | 8 out 2005  | Kitt Peak     | Spacewatch          | —         | MPC                           |
| 409533     | 2005 TU143 | 29 set 2005 | Kitt Peak     | Spacewatch          | —         | MPC                           |
| 409534     | 2005 TQ149 | 8 out 2005  | Kitt Peak     | Spacewatch          | —         | MPC                           |
| 409535     | 2005 TO163 | 9 out 2005  | Kitt Peak     | Spacewatch          | —         | MPC                           |
| 409536     | 2005 TP175 | 3 out 2005  | Catalina      | CSS                 | —         | MPC                           |
| 409537     | 2005 TH178 | 1 out 2005  | Catalina      | CSS                 | —         | MPC                           |
| 409538     | 2005 TQ187 | 27 set 2005 | Kitt Peak     | Spacewatch          | —         | MPC                           |
| 409539     | 2005 UV3   | 26 out 2005 | Socorro       | LINEAR              | —         | MPC                           |
| 409540     | 2005 UM11  | 22 out 2005 | Kitt Peak     | Spacewatch          | —         | MPC                           |
| 409541     | 2005 UV14  | 22 out 2005 | Kitt Peak     | Spacewatch          | —         | MPC                           |
| 409542     | 2005 UP22  | 23 out 2005 | Kitt Peak     | Spacewatch          | —         | MPC                           |
| 409543     | 2005 UF38  | 24 out 2005 | Kitt Peak     | Spacewatch          | —         | MPC                           |
| 409544     | 2005 UU38  | 24 out 2005 | Kitt Peak     | Spacewatch          | —         | MPC                           |
| 409545     | 2005 UX56  | 23 out 2005 | Catalina      | CSS                 | —         | MPC                           |
| 409546     | 2005 UG59  | 1 out 2005  | Mount Lemmon  | Mount Lemmon Survey | —         | MPC                           |
| 409547     | 2005 UL69  | 1 out 2005  | Anderson Mesa | LONEOS              | —         | MPC                           |
| 409548     | 2005 UV69  | 23 out 2005 | Catalina      | CSS                 | —         | MPC                           |
| 409549     | 2005 UJ74  | 1 out 2005  | Socorro       | LINEAR              | —         | MPC                           |
| 409550     | 2005 UX74  | 23 out 2005 | Catalina      | CSS                 | Phocaea   | MPC                           |
| 409551     | 2005 UV77  | 30 set 2005 | Kitt Peak     | Spacewatch          | —         | MPC                           |
| 409552     | 2005 UP92  | 22 out 2005 | Kitt Peak     | Spacewatch          | —         | MPC                           |
| 409553     | 2005 UQ93  | 22 out 2005 | Kitt Peak     | Spacewatch          | Eos       | MPC                           |
| 409554     | 2005 UM94  | 22 out 2005 | Kitt Peak     | Spacewatch          | —         | MPC                           |
| 409555     | 2005 UA95  | 22 out 2005 | Kitt Peak     | Spacewatch          | —         | MPC                           |
| 409556     | 2005 UO99  | 22 out 2005 | Kitt Peak     | Spacewatch          | —         | MPC                           |
| 409557     | 2005 UV100 | 22 out 2005 | Kitt Peak     | Spacewatch          | —         | MPC                           |
| 409558     | 2005 UX103 | 22 out 2005 | Kitt Peak     | Spacewatch          | Eos       | MPC                           |
| 409559     | 2005 UO109 | 22 out 2005 | Kitt Peak     | Spacewatch          | —         | MPC                           |
| 409560     | 2005 UY109 | 22 out 2005 | Kitt Peak     | Spacewatch          | —         | MPC                           |
| 409561     | 2005 UR113 | 22 out 2005 | Kitt Peak     | Spacewatch          | —         | MPC                           |
| 409562     | 2005 UV114 | 22 out 2005 | Palomar       | NEAT                | —         | MPC                           |
| 409563     | 2005 UO115 | 23 out 2005 | Kitt Peak     | Spacewatch          | —         | MPC                           |
| 409564     | 2005 UX120 | 24 out 2005 | Kitt Peak     | Spacewatch          | —         | MPC                           |
| 409565     | 2005 UD121 | 24 out 2005 | Kitt Peak     | Spacewatch          | —         | MPC                           |
| 409566     | 2005 UV124 | 24 out 2005 | Kitt Peak     | Spacewatch          | —         | MPC                           |
| 409567     | 2005 UC148 | 26 out 2005 | Kitt Peak     | Spacewatch          | —         | MPC                           |
| 409568     | 2005 UE157 | 27 out 2005 | Mount Lemmon  | Mount Lemmon Survey | —         | MPC                           |
| 409569     | 2005 UC168 | 9 out 2005  | Kitt Peak     | Spacewatch          | —         | MPC                           |
| 409570     | 2005 UR170 | 24 out 2005 | Kitt Peak     | Spacewatch          | —         | MPC                           |
| 409571     | 2005 UT180 | 24 out 2005 | Kitt Peak     | Spacewatch          | —         | MPC                           |
| 409572     | 2005 UK182 | 24 out 2005 | Kitt Peak     | Spacewatch          | —         | MPC                           |
| 409573     | 2005 UZ183 | 25 out 2005 | Mount Lemmon  | Mount Lemmon Survey | —         | MPC                           |
| 409574     | 2005 UP191 | 27 out 2005 | Mount Lemmon  | Mount Lemmon Survey | —         | MPC                           |
| 409575     | 2005 UM197 | 25 out 2005 | Mount Lemmon  | Mount Lemmon Survey | —         | MPC                           |
| 409576     | 2005 UT197 | 25 out 2005 | Kitt Peak     | Spacewatch          | —         | MPC                           |
| 409577     | 2005 UB198 | 25 out 2005 | Kitt Peak     | Spacewatch          | Phocaea   | MPC                           |
| 409578     | 2005 UK199 | 25 out 2005 | Kitt Peak     | Spacewatch          | —         | MPC                           |
| 409579     | 2005 UJ206 | 27 out 2005 | Kitt Peak     | Spacewatch          | —         | MPC                           |
| 409580     | 2005 UC216 | 25 out 2005 | Kitt Peak     | Spacewatch          | —         | MPC                           |
| 409581     | 2005 UU216 | 26 out 2005 | Kitt Peak     | Spacewatch          | —         | MPC                           |
| 409582     | 2005 UM223 | 25 out 2005 | Kitt Peak     | Spacewatch          | —         | MPC                           |
| 409583     | 2005 UU223 | 25 out 2005 | Kitt Peak     | Spacewatch          | —         | MPC                           |
| 409584     | 2005 UZ228 | 25 out 2005 | Kitt Peak     | Spacewatch          | —         | MPC                           |
| 409585     | 2005 UO234 | 25 out 2005 | Kitt Peak     | Spacewatch          | —         | MPC                           |
| 409586     | 2005 UQ243 | 25 out 2005 | Kitt Peak     | Spacewatch          | —         | MPC                           |
| 409587     | 2005 UJ251 | 23 out 2005 | Catalina      | CSS                 | —         | MPC                           |
| 409588     | 2005 UC270 | 28 out 2005 | Catalina      | CSS                 | —         | MPC                           |
| 409589     | 2005 UD270 | 28 out 2005 | Catalina      | CSS                 | —         | MPC                           |
| 409590     | 2005 UA287 | 26 out 2005 | Kitt Peak     | Spacewatch          | —         | MPC                           |
| 409591     | 2005 UU289 | 20 set 1995 | Kitt Peak     | Spacewatch          | —         | MPC                           |
| 409592     | 2005 UG291 | 26 out 2005 | Kitt Peak     | Spacewatch          | —         | MPC                           |
| 409593     | 2005 UK295 | 26 out 2005 | Kitt Peak     | Spacewatch          | —         | MPC                           |
| 409594     | 2005 UA307 | 27 out 2005 | Mount Lemmon  | Mount Lemmon Survey | —         | MPC                           |
| 409595     | 2005 UP319 | 27 out 2005 | Kitt Peak     | Spacewatch          | —         | MPC                           |
| 409596     | 2005 UL331 | 12 out 2005 | Kitt Peak     | Spacewatch          | —         | MPC                           |
| 409597     | 2005 UC352 | 29 out 2005 | Catalina      | CSS                 | —         | MPC                           |
| 409598     | 2005 UJ353 | 29 out 2005 | Catalina      | CSS                 | —         | MPC                           |
| 409599     | 2005 UB361 | 27 out 2005 | Kitt Peak     | Spacewatch          | —         | MPC                           |
| 409600     | 2005 UG364 | 27 out 2005 | Kitt Peak     | Spacewatch          | —         | MPC                           |

## 409601–409700
| Designação | Designação | Descoberta  | Descoberta    | Descobridor(es)     | Categoria | Mais informações / Referência |
| Permanente | Provisória | Data        | Local         | Descobridor(es)     | Categoria | Mais informações / Referência |
| ---------- | ---------- | ----------- | ------------- | ------------------- | --------- | ----------------------------- |
| 409601     | 2005 US368 | 22 out 2005 | Kitt Peak     | Spacewatch          | —         | MPC                           |
| 409602     | 2005 UH376 | 27 out 2005 | Kitt Peak     | Spacewatch          | —         | MPC                           |
| 409603     | 2005 UU385 | 28 out 2005 | Mount Lemmon  | Mount Lemmon Survey | Themis    | MPC                           |
| 409604     | 2005 UR390 | 24 set 2005 | Kitt Peak     | Spacewatch          | Henan     | MPC                           |
| 409605     | 2005 US402 | 28 out 2005 | Catalina      | CSS                 | —         | MPC                           |
| 409606     | 2005 UZ423 | 5 out 2005  | Kitt Peak     | Spacewatch          | —         | MPC                           |
| 409607     | 2005 UR428 | 28 out 2005 | Kitt Peak     | Spacewatch          | —         | MPC                           |
| 409608     | 2005 UP483 | 22 out 2005 | Catalina      | CSS                 | —         | MPC                           |
| 409609     | 2005 UZ486 | 23 out 2005 | Catalina      | CSS                 | Phocaea   | MPC                           |
| 409610     | 2005 UG502 | 29 out 2005 | Catalina      | CSS                 | —         | MPC                           |
| 409611     | 2005 UK510 | 25 out 2005 | Catalina      | CSS                 | —         | MPC                           |
| 409612     | 2005 UZ513 | 28 out 2005 | Kitt Peak     | Spacewatch          | Themis    | MPC                           |
| 409613     | 2005 UC523 | 30 set 2005 | Mount Lemmon  | Mount Lemmon Survey | —         | MPC                           |
| 409614     | 2005 VB23  | 1 nov 2005  | Kitt Peak     | Spacewatch          | —         | MPC                           |
| 409615     | 2005 VD29  | 25 out 2005 | Kitt Peak     | Spacewatch          | —         | MPC                           |
| 409616     | 2005 VE33  | 5 nov 2005  | Kitt Peak     | Spacewatch          | —         | MPC                           |
| 409617     | 2005 VJ51  | 3 nov 2005  | Catalina      | CSS                 | —         | MPC                           |
| 409618     | 2005 VN96  | 7 nov 2005  | Socorro       | LINEAR              | —         | MPC                           |
| 409619     | 2005 VO117 | 30 out 2005 | Kitt Peak     | Spacewatch          | —         | MPC                           |
| 409620     | 2005 WN    | 25 out 2005 | Mount Lemmon  | Mount Lemmon Survey | Hanna     | MPC                           |
| 409621     | 2005 WH5   | 10 nov 2005 | Catalina      | CSS                 | Ino       | MPC                           |
| 409622     | 2005 WV9   | 21 nov 2005 | Kitt Peak     | Spacewatch          | —         | MPC                           |
| 409623     | 2005 WU13  | 22 nov 2005 | Kitt Peak     | Spacewatch          | —         | MPC                           |
| 409624     | 2005 WX14  | 22 nov 2005 | Kitt Peak     | Spacewatch          | —         | MPC                           |
| 409625     | 2005 WG43  | 1 nov 2005  | Mount Lemmon  | Mount Lemmon Survey | —         | MPC                           |
| 409626     | 2005 WL44  | 3 nov 2005  | Kitt Peak     | Spacewatch          | —         | MPC                           |
| 409627     | 2005 WT56  | 25 out 2005 | Mount Lemmon  | Mount Lemmon Survey | —         | MPC                           |
| 409628     | 2005 WS66  | 22 nov 2005 | Kitt Peak     | Spacewatch          | —         | MPC                           |
| 409629     | 2005 WA67  | 22 nov 2005 | Kitt Peak     | Spacewatch          | —         | MPC                           |
| 409630     | 2005 WH116 | 30 nov 2005 | Socorro       | LINEAR              | —         | MPC                           |
| 409631     | 2005 WV126 | 25 out 2005 | Catalina      | CSS                 | —         | MPC                           |
| 409632     | 2005 WW142 | 25 out 2005 | Mount Lemmon  | Mount Lemmon Survey | —         | MPC                           |
| 409633     | 2005 WX156 | 30 nov 2005 | Kitt Peak     | Spacewatch          | —         | MPC                           |
| 409634     | 2005 WG160 | 30 nov 2005 | Mount Lemmon  | Mount Lemmon Survey | —         | MPC                           |
| 409635     | 2005 WJ160 | 30 nov 2005 | Kitt Peak     | Spacewatch          | —         | MPC                           |
| 409636     | 2005 WC175 | 30 nov 2005 | Kitt Peak     | Spacewatch          | —         | MPC                           |
| 409637     | 2005 WL208 | 28 nov 2005 | Kitt Peak     | Spacewatch          | —         | MPC                           |
| 409638     | 2005 XX26  | 4 dez 2005  | Kitt Peak     | Spacewatch          | —         | MPC                           |
| 409639     | 2005 XH27  | 4 dez 2005  | Kitt Peak     | Spacewatch          | —         | MPC                           |
| 409640     | 2005 XN34  | 4 dez 2005  | Kitt Peak     | Spacewatch          | —         | MPC                           |
| 409641     | 2005 XY41  | 2 dez 2005  | Socorro       | LINEAR              | —         | MPC                           |
| 409642     | 2005 XN54  | 5 dez 2005  | Kitt Peak     | Spacewatch          | —         | MPC                           |
| 409643     | 2005 XP64  | 7 dez 2005  | Kitt Peak     | Spacewatch          | —         | MPC                           |
| 409644     | 2005 XC70  | 28 nov 2005 | Kitt Peak     | Spacewatch          | —         | MPC                           |
| 409645     | 2005 XK81  | 7 dez 2005  | Kitt Peak     | Spacewatch          | —         | MPC                           |
| 409646     | 2005 XZ91  | 4 dez 2005  | Socorro       | LINEAR              | —         | MPC                           |
| 409647     | 2005 YK2   | 21 dez 2005 | Kitt Peak     | Spacewatch          | —         | MPC                           |
| 409648     | 2005 YW5   | 21 dez 2005 | Kitt Peak     | Spacewatch          | —         | MPC                           |
| 409649     | 2005 YF13  | 22 dez 2005 | Kitt Peak     | Spacewatch          | Brangane  | MPC                           |
| 409650     | 2005 YH15  | 22 dez 2005 | Kitt Peak     | Spacewatch          | —         | MPC                           |
| 409651     | 2005 YA25  | 24 dez 2005 | Kitt Peak     | Spacewatch          | —         | MPC                           |
| 409652     | 2005 YD49  | 22 dez 2005 | Kitt Peak     | Spacewatch          | —         | MPC                           |
| 409653     | 2005 YM50  | 25 dez 2005 | Kitt Peak     | Spacewatch          | —         | MPC                           |
| 409654     | 2005 YG54  | 25 dez 2005 | Kitt Peak     | Spacewatch          | —         | MPC                           |
| 409655     | 2005 YS61  | 2 dez 2005  | Mount Lemmon  | Mount Lemmon Survey | Brangane  | MPC                           |
| 409656     | 2005 YH63  | 24 dez 2005 | Kitt Peak     | Spacewatch          | —         | MPC                           |
| 409657     | 2005 YX95  | 25 dez 2005 | Kitt Peak     | Spacewatch          | —         | MPC                           |
| 409658     | 2005 YH107 | 25 dez 2005 | Mount Lemmon  | Mount Lemmon Survey | —         | MPC                           |
| 409659     | 2005 YE117 | 25 dez 2005 | Kitt Peak     | Spacewatch          | —         | MPC                           |
| 409660     | 2005 YC119 | 26 dez 2005 | Mount Lemmon  | Mount Lemmon Survey | Mitidika  | MPC                           |
| 409661     | 2005 YK125 | 5 dez 2005  | Mount Lemmon  | Mount Lemmon Survey | —         | MPC                           |
| 409662     | 2005 YV129 | 24 dez 2005 | Kitt Peak     | Spacewatch          | —         | MPC                           |
| 409663     | 2005 YE130 | 24 dez 2005 | Kitt Peak     | Spacewatch          | —         | MPC                           |
| 409664     | 2005 YG136 | 26 dez 2005 | Kitt Peak     | Spacewatch          | —         | MPC                           |
| 409665     | 2005 YQ138 | 26 dez 2005 | Kitt Peak     | Spacewatch          | —         | MPC                           |
| 409666     | 2005 YY151 | 26 dez 2005 | Kitt Peak     | Spacewatch          | —         | MPC                           |
| 409667     | 2005 YH153 | 29 dez 2005 | Socorro       | LINEAR              | —         | MPC                           |
| 409668     | 2005 YA206 | 27 dez 2005 | Kitt Peak     | Spacewatch          | —         | MPC                           |
| 409669     | 2005 YH232 | 4 dez 2005  | Kitt Peak     | Spacewatch          | —         | MPC                           |
| 409670     | 2005 YG233 | 28 dez 2005 | Mount Lemmon  | Mount Lemmon Survey | —         | MPC                           |
| 409671     | 2005 YY236 | 28 dez 2005 | Kitt Peak     | Spacewatch          | —         | MPC                           |
| 409672     | 2005 YG238 | 29 nov 2005 | Mount Lemmon  | Mount Lemmon Survey | Brangane  | MPC                           |
| 409673     | 2005 YK247 | 30 dez 2005 | Mount Lemmon  | Mount Lemmon Survey | —         | MPC                           |
| 409674     | 2005 YJ266 | 13 out 2005 | Kitt Peak     | Spacewatch          | —         | MPC                           |
| 409675     | 2005 YR290 | 30 dez 2005 | Mount Lemmon  | Mount Lemmon Survey | Brangane  | MPC                           |
| 409676     | 2006 AO3   | 5 jan 2006  | Kitt Peak     | Spacewatch          | —         | MPC                           |
| 409677     | 2006 AW10  | 4 jan 2006  | Kitt Peak     | Spacewatch          | —         | MPC                           |
| 409678     | 2006 AU16  | 10 dez 2005 | Kitt Peak     | Spacewatch          | Eos       | MPC                           |
| 409679     | 2006 AU30  | 4 jan 2006  | Kitt Peak     | Spacewatch          | Brangane  | MPC                           |
| 409680     | 2006 AN32  | 27 dez 2005 | Kitt Peak     | Spacewatch          | —         | MPC                           |
| 409681     | 2006 AE35  | 22 dez 2005 | Kitt Peak     | Spacewatch          | —         | MPC                           |
| 409682     | 2006 AM35  | 4 jan 2006  | Kitt Peak     | Spacewatch          | —         | MPC                           |
| 409683     | 2006 AJ48  | 8 jan 2006  | Mount Lemmon  | Mount Lemmon Survey | —         | MPC                           |
| 409684     | 2006 AN51  | 30 nov 2005 | Mount Lemmon  | Mount Lemmon Survey | —         | MPC                           |
| 409685     | 2006 AB53  | 5 jan 2006  | Kitt Peak     | Spacewatch          | —         | MPC                           |
| 409686     | 2006 AE54  | 5 jan 2006  | Kitt Peak     | Spacewatch          | —         | MPC                           |
| 409687     | 2006 AG57  | 28 dez 2005 | Kitt Peak     | Spacewatch          | —         | MPC                           |
| 409688     | 2006 AU69  | 6 jan 2006  | Kitt Peak     | Spacewatch          | —         | MPC                           |
| 409689     | 2006 AZ78  | 1 out 2005  | Mount Lemmon  | Mount Lemmon Survey | —         | MPC                           |
| 409690     | 2006 AU84  | 6 jan 2006  | Anderson Mesa | LONEOS              | —         | MPC                           |
| 409691     | 2006 AH94  | 8 jan 2006  | Kitt Peak     | Spacewatch          | —         | MPC                           |
| 409692     | 2006 AD101 | 7 jan 2006  | Mount Lemmon  | Mount Lemmon Survey | Brangane  | MPC                           |
| 409693     | 2006 BQ9   | 22 jan 2006 | Anderson Mesa | LONEOS              | —         | MPC                           |
| 409694     | 2006 BP19  | 8 jan 2006  | Kitt Peak     | Spacewatch          | —         | MPC                           |
| 409695     | 2006 BW22  | 22 jan 2006 | Mount Lemmon  | Mount Lemmon Survey | —         | MPC                           |
| 409696     | 2006 BP33  | 21 jan 2006 | Kitt Peak     | Spacewatch          | —         | MPC                           |
| 409697     | 2006 BN37  | 6 jan 2006  | Kitt Peak     | Spacewatch          | —         | MPC                           |
| 409698     | 2006 BN46  | 23 jan 2006 | Mount Lemmon  | Mount Lemmon Survey | —         | MPC                           |
| 409699     | 2006 BZ53  | 25 jan 2006 | Kitt Peak     | Spacewatch          | —         | MPC                           |
| 409700     | 2006 BZ74  | 23 jan 2006 | Kitt Peak     | Spacewatch          | —         | MPC                           |

## 409701–409800
| Designação | Designação | Descoberta  | Descoberta    | Descobridor(es)     | Categoria | Mais informações / Referência |
| Permanente | Provisória | Data        | Local         | Descobridor(es)     | Categoria | Mais informações / Referência |
| ---------- | ---------- | ----------- | ------------- | ------------------- | --------- | ----------------------------- |
| 409701     | 2006 BM98  | 24 jan 2006 | Saint-Sulpice | B. Christophe       | —         | MPC                           |
| 409702     | 2006 BX107 | 25 jan 2006 | Kitt Peak     | Spacewatch          | —         | MPC                           |
| 409703     | 2006 BP109 | 25 jan 2006 | Kitt Peak     | Spacewatch          | —         | MPC                           |
| 409704     | 2006 BR111 | 25 jan 2006 | Kitt Peak     | Spacewatch          | —         | MPC                           |
| 409705     | 2006 BS121 | 7 jan 2006  | Mount Lemmon  | Mount Lemmon Survey | —         | MPC                           |
| 409706     | 2006 BN128 | 26 jan 2006 | Mount Lemmon  | Mount Lemmon Survey | —         | MPC                           |
| 409707     | 2006 BO131 | 6 jan 2006  | Mount Lemmon  | Mount Lemmon Survey | —         | MPC                           |
| 409708     | 2006 BN144 | 23 jan 2006 | Catalina      | CSS                 | —         | MPC                           |
| 409709     | 2006 BR144 | 23 jan 2006 | Catalina      | CSS                 | —         | MPC                           |
| 409710     | 2006 BR163 | 26 jan 2006 | Mount Lemmon  | Mount Lemmon Survey | —         | MPC                           |
| 409711     | 2006 BU167 | 26 jan 2006 | Mount Lemmon  | Mount Lemmon Survey | —         | MPC                           |
| 409712     | 2006 BB174 | 27 jan 2006 | Kitt Peak     | Spacewatch          | —         | MPC                           |
| 409713     | 2006 BS176 | 27 jan 2006 | Kitt Peak     | Spacewatch          | —         | MPC                           |
| 409714     | 2006 BN178 | 10 jan 2006 | Mount Lemmon  | Mount Lemmon Survey | Ursula    | MPC                           |
| 409715     | 2006 BW195 | 30 jan 2006 | Kitt Peak     | Spacewatch          | —         | MPC                           |
| 409716     | 2006 BP204 | 25 jan 2006 | Kitt Peak     | Spacewatch          | Brangane  | MPC                           |
| 409717     | 2006 BG205 | 31 jan 2006 | Kitt Peak     | Spacewatch          | —         | MPC                           |
| 409718     | 2006 BV225 | 30 jan 2006 | Kitt Peak     | Spacewatch          | —         | MPC                           |
| 409719     | 2006 BP254 | 31 jan 2006 | Kitt Peak     | Spacewatch          | Brangane  | MPC                           |
| 409720     | 2006 BK255 | 31 jan 2006 | Kitt Peak     | Spacewatch          | —         | MPC                           |
| 409721     | 2006 BX262 | 21 jan 2006 | Kitt Peak     | Spacewatch          | —         | MPC                           |
| 409722     | 2006 BM263 | 31 jan 2006 | Kitt Peak     | Spacewatch          | —         | MPC                           |
| 409723     | 2006 BO277 | 25 jan 2006 | Kitt Peak     | Spacewatch          | —         | MPC                           |
| 409724     | 2006 BP280 | 31 jan 2006 | Kitt Peak     | Spacewatch          | —         | MPC                           |
| 409725     | 2006 BQ280 | 31 jan 2006 | Kitt Peak     | Spacewatch          | —         | MPC                           |
| 409726     | 2006 BV280 | 23 jan 2006 | Kitt Peak     | Spacewatch          | —         | MPC                           |
| 409727     | 2006 BM283 | 22 jan 2006 | Mount Lemmon  | Mount Lemmon Survey | —         | MPC                           |
| 409728     | 2006 CZ18  | 1 fev 2006  | Catalina      | CSS                 | —         | MPC                           |
| 409729     | 2006 CG22  | 1 fev 2006  | Kitt Peak     | Spacewatch          | —         | MPC                           |
| 409730     | 2006 CH24  | 2 fev 2006  | Kitt Peak     | Spacewatch          | —         | MPC                           |
| 409731     | 2006 CQ26  | 2 fev 2006  | Kitt Peak     | Spacewatch          | —         | MPC                           |
| 409732     | 2006 CM27  | 24 jan 2006 | Kitt Peak     | Spacewatch          | —         | MPC                           |
| 409733     | 2006 CY39  | 2 fev 2006  | Mount Lemmon  | Mount Lemmon Survey | —         | MPC                           |
| 409734     | 2006 CS45  | 23 jan 2006 | Kitt Peak     | Spacewatch          | —         | MPC                           |
| 409735     | 2006 CE46  | 25 jan 2006 | Kitt Peak     | Spacewatch          | —         | MPC                           |
| 409736     | 2006 CB53  | 22 jan 2006 | Mount Lemmon  | Mount Lemmon Survey | —         | MPC                           |
| 409737     | 2006 CC53  | 4 fev 2006  | Kitt Peak     | Spacewatch          | —         | MPC                           |
| 409738     | 2006 CD56  | 4 fev 2006  | Catalina      | CSS                 | —         | MPC                           |
| 409739     | 2006 DC16  | 20 fev 2006 | Kitt Peak     | Spacewatch          | —         | MPC                           |
| 409740     | 2006 DS18  | 1 fev 2006  | Kitt Peak     | Spacewatch          | —         | MPC                           |
| 409741     | 2006 DD22  | 20 fev 2006 | Kitt Peak     | Spacewatch          | —         | MPC                           |
| 409742     | 2006 DZ23  | 20 fev 2006 | Kitt Peak     | Spacewatch          | —         | MPC                           |
| 409743     | 2006 DP25  | 26 jan 2006 | Kitt Peak     | Spacewatch          | —         | MPC                           |
| 409744     | 2006 DW28  | 20 fev 2006 | Kitt Peak     | Spacewatch          | —         | MPC                           |
| 409745     | 2006 DB35  | 20 fev 2006 | Kitt Peak     | Spacewatch          | —         | MPC                           |
| 409746     | 2006 DL44  | 20 fev 2006 | Catalina      | CSS                 | —         | MPC                           |
| 409747     | 2006 DO57  | 23 jan 2006 | Mount Lemmon  | Mount Lemmon Survey | —         | MPC                           |
| 409748     | 2006 DS58  | 24 fev 2006 | Kitt Peak     | Spacewatch          | —         | MPC                           |
| 409749     | 2006 DL61  | 24 fev 2006 | Mount Lemmon  | Mount Lemmon Survey | —         | MPC                           |
| 409750     | 2006 DD62  | 22 fev 2006 | Anderson Mesa | LONEOS              | —         | MPC                           |
| 409751     | 2006 DH62  | 28 jan 2006 | Catalina      | CSS                 | —         | MPC                           |
| 409752     | 2006 DM64  | 4 nov 2005  | Kitt Peak     | Spacewatch          | —         | MPC                           |
| 409753     | 2006 DV74  | 4 fev 2006  | Kitt Peak     | Spacewatch          | —         | MPC                           |
| 409754     | 2006 DN78  | 24 fev 2006 | Kitt Peak     | Spacewatch          | —         | MPC                           |
| 409755     | 2006 DW85  | 24 fev 2006 | Kitt Peak     | Spacewatch          | —         | MPC                           |
| 409756     | 2006 DS86  | 24 fev 2006 | Kitt Peak     | Spacewatch          | —         | MPC                           |
| 409757     | 2006 DJ90  | 24 fev 2006 | Kitt Peak     | Spacewatch          | —         | MPC                           |
| 409758     | 2006 DD93  | 24 fev 2006 | Kitt Peak     | Spacewatch          | —         | MPC                           |
| 409759     | 2006 DT93  | 24 fev 2006 | Kitt Peak     | Spacewatch          | —         | MPC                           |
| 409760     | 2006 DV93  | 24 fev 2006 | Kitt Peak     | Spacewatch          | —         | MPC                           |
| 409761     | 2006 DO95  | 24 fev 2006 | Kitt Peak     | Spacewatch          | —         | MPC                           |
| 409762     | 2006 DA100 | 25 fev 2006 | Kitt Peak     | Spacewatch          | —         | MPC                           |
| 409763     | 2006 DH100 | 23 jan 2006 | Kitt Peak     | Spacewatch          | Brangane  | MPC                           |
| 409764     | 2006 DO101 | 25 fev 2006 | Kitt Peak     | Spacewatch          | —         | MPC                           |
| 409765     | 2006 DE141 | 25 fev 2006 | Kitt Peak     | Spacewatch          | —         | MPC                           |
| 409766     | 2006 DJ142 | 10 dez 2005 | Kitt Peak     | Spacewatch          | —         | MPC                           |
| 409767     | 2006 DB151 | 25 fev 2006 | Kitt Peak     | Spacewatch          | —         | MPC                           |
| 409768     | 2006 DV160 | 27 fev 2006 | Kitt Peak     | Spacewatch          | —         | MPC                           |
| 409769     | 2006 DE161 | 27 fev 2006 | Kitt Peak     | Spacewatch          | Brangane  | MPC                           |
| 409770     | 2006 DB175 | 27 fev 2006 | Kitt Peak     | Spacewatch          | —         | MPC                           |
| 409771     | 2006 DC182 | 27 fev 2006 | Mount Lemmon  | Mount Lemmon Survey | —         | MPC                           |
| 409772     | 2006 DJ189 | 27 fev 2006 | Kitt Peak     | Spacewatch          | —         | MPC                           |
| 409773     | 2006 DZ209 | 20 fev 2006 | Kitt Peak     | Spacewatch          | —         | MPC                           |
| 409774     | 2006 ED5   | 2 mar 2006  | Kitt Peak     | Spacewatch          | —         | MPC                           |
| 409775     | 2006 EU10  | 2 mar 2006  | Kitt Peak     | Spacewatch          | —         | MPC                           |
| 409776     | 2006 EX26  | 3 mar 2006  | Kitt Peak     | Spacewatch          | —         | MPC                           |
| 409777     | 2006 EN30  | 3 mar 2006  | Kitt Peak     | Spacewatch          | —         | MPC                           |
| 409778     | 2006 EF37  | 3 mar 2006  | Kitt Peak     | Spacewatch          | —         | MPC                           |
| 409779     | 2006 EC41  | 4 mar 2006  | Kitt Peak     | Spacewatch          | —         | MPC                           |
| 409780     | 2006 EA42  | 4 mar 2006  | Catalina      | CSS                 | —         | MPC                           |
| 409781     | 2006 EL42  | 4 mar 2006  | Kitt Peak     | Spacewatch          | —         | MPC                           |
| 409782     | 2006 EL57  | 5 mar 2006  | Kitt Peak     | Spacewatch          | —         | MPC                           |
| 409783     | 2006 EQ62  | 5 mar 2006  | Kitt Peak     | Spacewatch          | —         | MPC                           |
| 409784     | 2006 FP3   | 23 mar 2006 | Kitt Peak     | Spacewatch          | —         | MPC                           |
| 409785     | 2006 FH7   | 23 mar 2006 | Kitt Peak     | Spacewatch          | —         | MPC                           |
| 409786     | 2006 FU11  | 23 mar 2006 | Kitt Peak     | Spacewatch          | —         | MPC                           |
| 409787     | 2006 FE18  | 23 mar 2006 | Kitt Peak     | Spacewatch          | —         | MPC                           |
| 409788     | 2006 FP29  | 24 mar 2006 | Mount Lemmon  | Mount Lemmon Survey | —         | MPC                           |
| 409789     | 2006 FL32  | 25 mar 2006 | Mount Lemmon  | Mount Lemmon Survey | —         | MPC                           |
| 409790     | 2006 FR53  | 25 mar 2006 | Kitt Peak     | Spacewatch          | —         | MPC                           |
| 409791     | 2006 FT54  | 23 mar 2006 | Kitt Peak     | Spacewatch          | —         | MPC                           |
| 409792     | 2006 FW54  | 26 mar 2006 | Kitt Peak     | Spacewatch          | —         | MPC                           |
| 409793     | 2006 FG55  | 24 mar 2006 | Mount Lemmon  | Mount Lemmon Survey | —         | MPC                           |
| 409794     | 2006 GO14  | 23 mar 2006 | Kitt Peak     | Spacewatch          | —         | MPC                           |
| 409795     | 2006 GM25  | 2 abr 2006  | Kitt Peak     | Spacewatch          | —         | MPC                           |
| 409796     | 2006 GV34  | 7 abr 2006  | Catalina      | CSS                 | —         | MPC                           |
| 409797     | 2006 GC36  | 2 mar 2006  | Kitt Peak     | Spacewatch          | —         | MPC                           |
| 409798     | 2006 GU50  | 2 abr 2006  | Anderson Mesa | LONEOS              | —         | MPC                           |
| 409799     | 2006 HQ28  | 20 abr 2006 | Kitt Peak     | Spacewatch          | —         | MPC                           |
| 409800     | 2006 HP29  | 23 abr 2006 | Socorro       | LINEAR              | —         | MPC                           |

## 409801–409900
| Designação | Designação | Descoberta  | Descoberta        | Descobridor(es)     | Categoria | Mais informações / Referência |
| Permanente | Provisória | Data        | Local             | Descobridor(es)     | Categoria | Mais informações / Referência |
| ---------- | ---------- | ----------- | ----------------- | ------------------- | --------- | ----------------------------- |
| 409801     | 2006 HS33  | 19 abr 2006 | Mount Lemmon      | Mount Lemmon Survey | —         | MPC                           |
| 409802     | 2006 HN44  | 24 abr 2006 | Mount Lemmon      | Mount Lemmon Survey | —         | MPC                           |
| 409803     | 2006 HL47  | 24 abr 2006 | Kitt Peak         | Spacewatch          | —         | MPC                           |
| 409804     | 2006 HC50  | 26 abr 2006 | Kitt Peak         | Spacewatch          | —         | MPC                           |
| 409805     | 2006 HH53  | 19 abr 2006 | Catalina          | CSS                 | —         | MPC                           |
| 409806     | 2006 HM65  | 24 abr 2006 | Kitt Peak         | Spacewatch          | —         | MPC                           |
| 409807     | 2006 HM78  | 24 mar 2006 | Mount Lemmon      | Mount Lemmon Survey | —         | MPC                           |
| 409808     | 2006 HX78  | 26 abr 2006 | Kitt Peak         | Spacewatch          | —         | MPC                           |
| 409809     | 2006 HU81  | 26 abr 2006 | Kitt Peak         | Spacewatch          | —         | MPC                           |
| 409810     | 2006 HQ91  | 25 abr 2006 | Kitt Peak         | Spacewatch          | —         | MPC                           |
| 409811     | 2006 HF98  | 30 abr 2006 | Kitt Peak         | Spacewatch          | —         | MPC                           |
| 409812     | 2006 HX98  | 30 abr 2006 | Kitt Peak         | Spacewatch          | —         | MPC                           |
| 409813     | 2006 HW135 | 26 abr 2006 | Cerro Tololo      | M. W. Buie          | —         | MPC                           |
| 409814     | 2006 JP14  | 1 mai 2006  | Kitt Peak         | Spacewatch          | —         | MPC                           |
| 409815     | 2006 JL15  | 2 mai 2006  | Mount Lemmon      | Mount Lemmon Survey | —         | MPC                           |
| 409816     | 2006 JN15  | 2 mai 2006  | Mount Lemmon      | Mount Lemmon Survey | —         | MPC                           |
| 409817     | 2006 JJ16  | 2 mai 2006  | Kitt Peak         | Spacewatch          | —         | MPC                           |
| 409818     | 2006 JX35  | 4 mai 2006  | Kitt Peak         | Spacewatch          | —         | MPC                           |
| 409819     | 2006 JN66  | 1 mai 2006  | Kitt Peak         | M. W. Buie          | —         | MPC                           |
| 409820     | 2006 KD10  | 19 mai 2006 | Mount Lemmon      | Mount Lemmon Survey | —         | MPC                           |
| 409821     | 2006 KK12  | 16 jan 2005 | Kitt Peak         | Spacewatch          | Brangane  | MPC                           |
| 409822     | 2006 KV32  | 20 mai 2006 | Kitt Peak         | Spacewatch          | —         | MPC                           |
| 409823     | 2006 KN37  | 22 mai 2006 | Kitt Peak         | Spacewatch          | —         | MPC                           |
| 409824     | 2006 KK53  | 7 mai 2006  | Mount Lemmon      | Mount Lemmon Survey | —         | MPC                           |
| 409825     | 2006 KL60  | 22 mai 2006 | Kitt Peak         | Spacewatch          | —         | MPC                           |
| 409826     | 2006 KN118 | 20 mai 2006 | Kitt Peak         | Spacewatch          | —         | MPC                           |
| 409827     | 2006 KB124 | 21 mai 2006 | Kitt Peak         | Spacewatch          | —         | MPC                           |
| 409828     | 2006 LJ1   | 1 jun 2006  | Kitt Peak         | Spacewatch          | —         | MPC                           |
| 409829     | 2006 OX21  | 31 jul 2006 | Siding Spring     | SSS                 | —         | MPC                           |
| 409830     | 2006 PH5   | 31 jul 2006 | Siding Spring     | SSS                 | —         | MPC                           |
| 409831     | 2006 QL13  | 16 ago 2006 | Lulin Observatory | C.-S. Lin, Q.-z. Ye | —         | MPC                           |
| 409832     | 2006 QQ32  | 21 ago 2006 | Kitt Peak         | Spacewatch          | Juno      | MPC                           |
| 409833     | 2006 QH48  | 21 ago 2006 | Kitt Peak         | Spacewatch          | —         | MPC                           |
| 409834     | 2006 QS66  | 12 mar 2005 | Mount Lemmon      | Mount Lemmon Survey | —         | MPC                           |
| 409835     | 2006 QF103 | 27 ago 2006 | Kitt Peak         | Spacewatch          | —         | MPC                           |
| 409836     | 2006 QY110 | 30 ago 2006 | Socorro           | LINEAR              | —         | MPC                           |
| 409837     | 2006 QO131 | 18 jul 2006 | Mount Lemmon      | Mount Lemmon Survey | —         | MPC                           |
| 409838     | 2006 QT137 | 16 ago 2006 | Palomar           | NEAT                | —         | MPC                           |
| 409839     | 2006 QQ167 | 30 ago 2006 | Anderson Mesa     | LONEOS              | —         | MPC                           |
| 409840     | 2006 QN184 | 19 ago 2006 | Kitt Peak         | Spacewatch          | —         | MPC                           |
| 409841     | 2006 RZ23  | 13 set 2006 | Palomar           | NEAT                | Juno      | MPC                           |
| 409842     | 2006 RL49  | 14 set 2006 | Kitt Peak         | Spacewatch          | —         | MPC                           |
| 409843     | 2006 RG50  | 14 set 2006 | Kitt Peak         | Spacewatch          | —         | MPC                           |
| 409844     | 2006 RZ57  | 15 set 2006 | Kitt Peak         | Spacewatch          | —         | MPC                           |
| 409845     | 2006 SR29  | 17 set 2006 | Kitt Peak         | Spacewatch          | —         | MPC                           |
| 409846     | 2006 SZ41  | 28 ago 2006 | Anderson Mesa     | LONEOS              | —         | MPC                           |
| 409847     | 2006 SJ67  | 19 set 2006 | Kitt Peak         | Spacewatch          | Juno      | MPC                           |
| 409848     | 2006 SA70  | 19 set 2006 | Kitt Peak         | Spacewatch          | —         | MPC                           |
| 409849     | 2006 SM78  | 17 set 2006 | Kitt Peak         | Spacewatch          | —         | MPC                           |
| 409850     | 2006 SZ79  | 18 set 2006 | Kitt Peak         | Spacewatch          | —         | MPC                           |
| 409851     | 2006 SU83  | 18 set 2006 | Kitt Peak         | Spacewatch          | —         | MPC                           |
| 409852     | 2006 SF84  | 18 set 2006 | Kitt Peak         | Spacewatch          | Phocaea   | MPC                           |
| 409853     | 2006 SX118 | 18 set 2006 | Catalina          | CSS                 | Juno      | MPC                           |
| 409854     | 2006 SN119 | 18 set 2006 | Catalina          | CSS                 | Juno      | MPC                           |
| 409855     | 2006 SF122 | 19 set 2006 | Catalina          | CSS                 | —         | MPC                           |
| 409856     | 2006 SV122 | 19 set 2006 | Catalina          | CSS                 | Juno      | MPC                           |
| 409857     | 2006 SY123 | 19 set 2006 | Catalina          | CSS                 | Juno      | MPC                           |
| 409858     | 2006 SL129 | 18 set 2006 | Anderson Mesa     | LONEOS              | —         | MPC                           |
| 409859     | 2006 SA131 | 24 set 2006 | Calvin-Rehoboth   | L. A. Molnar        | —         | MPC                           |
| 409860     | 2006 SD135 | 20 set 2006 | Palomar           | NEAT                | —         | MPC                           |
| 409861     | 2006 SW145 | 19 set 2006 | Kitt Peak         | Spacewatch          | —         | MPC                           |
| 409862     | 2006 SL179 | 14 set 2006 | Kitt Peak         | Spacewatch          | —         | MPC                           |
| 409863     | 2006 SU185 | 25 set 2006 | Mount Lemmon      | Mount Lemmon Survey | —         | MPC                           |
| 409864     | 2006 SJ189 | 26 set 2006 | Kitt Peak         | Spacewatch          | —         | MPC                           |
| 409865     | 2006 SQ196 | 26 set 2006 | Kitt Peak         | Spacewatch          | —         | MPC                           |
| 409866     | 2006 SY218 | 18 set 2006 | Catalina          | CSS                 | —         | MPC                           |
| 409867     | 2006 SE222 | 25 set 2006 | Kitt Peak         | Spacewatch          | —         | MPC                           |
| 409868     | 2006 SD224 | 25 set 2006 | Mount Lemmon      | Mount Lemmon Survey | —         | MPC                           |
| 409869     | 2006 SD231 | 26 set 2006 | Kitt Peak         | Spacewatch          | —         | MPC                           |
| 409870     | 2006 SY235 | 26 set 2006 | Catalina          | CSS                 | —         | MPC                           |
| 409871     | 2006 SV254 | 26 set 2006 | Mount Lemmon      | Mount Lemmon Survey | —         | MPC                           |
| 409872     | 2006 SY254 | 26 set 2006 | Mount Lemmon      | Mount Lemmon Survey | Juno      | MPC                           |
| 409873     | 2006 SX260 | 26 set 2006 | Kitt Peak         | Spacewatch          | —         | MPC                           |
| 409874     | 2006 SJ267 | 26 set 2006 | Kitt Peak         | Spacewatch          | —         | MPC                           |
| 409875     | 2006 SW270 | 27 set 2006 | Anderson Mesa     | LONEOS              | Juno      | MPC                           |
| 409876     | 2006 SK286 | 19 set 2006 | Catalina          | CSS                 | —         | MPC                           |
| 409877     | 2006 SC290 | 29 set 2006 | Anderson Mesa     | LONEOS              | Juno      | MPC                           |
| 409878     | 2006 SH295 | 17 set 2006 | Kitt Peak         | Spacewatch          | —         | MPC                           |
| 409879     | 2006 SB296 | 17 set 2006 | Kitt Peak         | Spacewatch          | —         | MPC                           |
| 409880     | 2006 SU301 | 26 set 2006 | Mount Lemmon      | Mount Lemmon Survey | Pallas    | MPC                           |
| 409881     | 2006 SP326 | 27 set 2006 | Kitt Peak         | Spacewatch          | —         | MPC                           |
| 409882     | 2006 SO339 | 28 set 2006 | Kitt Peak         | Spacewatch          | Juno      | MPC                           |
| 409883     | 2006 SC349 | 28 set 2006 | Catalina          | CSS                 | —         | MPC                           |
| 409884     | 2006 SG355 | 30 set 2006 | Mount Lemmon      | Mount Lemmon Survey | —         | MPC                           |
| 409885     | 2006 SV356 | 30 set 2006 | Catalina          | CSS                 | Juno      | MPC                           |
| 409886     | 2006 SN364 | 28 set 2006 | Mount Lemmon      | Mount Lemmon Survey | —         | MPC                           |
| 409887     | 2006 ST364 | 28 set 2006 | Mount Lemmon      | Mount Lemmon Survey | —         | MPC                           |
| 409888     | 2006 SH366 | 30 set 2006 | Mount Lemmon      | Mount Lemmon Survey | —         | MPC                           |
| 409889     | 2006 SV393 | 30 set 2006 | Catalina          | CSS                 | —         | MPC                           |
| 409890     | 2006 SZ393 | 30 set 2006 | Mount Lemmon      | Mount Lemmon Survey | —         | MPC                           |
| 409891     | 2006 SG394 | 30 set 2006 | Mount Lemmon      | Mount Lemmon Survey | —         | MPC                           |
| 409892     | 2006 SY401 | 26 set 2006 | Mount Lemmon      | Mount Lemmon Survey | —         | MPC                           |
| 409893     | 2006 SP403 | 27 set 2006 | Mount Lemmon      | Mount Lemmon Survey | Phocaea   | MPC                           |
| 409894     | 2006 SR403 | 28 set 2006 | Mount Lemmon      | Mount Lemmon Survey | —         | MPC                           |
| 409895     | 2006 SE404 | 30 set 2006 | Mount Lemmon      | Mount Lemmon Survey | —         | MPC                           |
| 409896     | 2006 SF405 | 28 set 2006 | Mount Lemmon      | Mount Lemmon Survey | —         | MPC                           |
| 409897     | 2006 SY407 | 25 set 2006 | Mount Lemmon      | Mount Lemmon Survey | Phocaea   | MPC                           |
| 409898     | 2006 SA409 | 27 set 2006 | Mount Lemmon      | Mount Lemmon Survey | —         | MPC                           |
| 409899     | 2006 SS412 | 30 set 2006 | Catalina          | CSS                 | —         | MPC                           |
| 409900     | 2006 TX6   | 3 out 2006  | Mount Lemmon      | Mount Lemmon Survey | —         | MPC                           |

## 409901–410000
| Designação | Designação | Descoberta  | Descoberta    | Descobridor(es)       | Categoria | Mais informações / Referência |
| Permanente | Provisória | Data        | Local         | Descobridor(es)       | Categoria | Mais informações / Referência |
| ---------- | ---------- | ----------- | ------------- | --------------------- | --------- | ----------------------------- |
| 409901     | 2006 TL8   | 4 out 2006  | Mount Lemmon  | Mount Lemmon Survey   | —         | MPC                           |
| 409902     | 2006 TX11  | 15 out 2006 | Piszkéstető   | K. Sárneczky, Z. Kuli | —         | MPC                           |
| 409903     | 2006 TQ12  | 17 set 2006 | Kitt Peak     | Spacewatch            | —         | MPC                           |
| 409904     | 2006 TN26  | 12 out 2006 | Kitt Peak     | Spacewatch            | —         | MPC                           |
| 409905     | 2006 TA29  | 12 out 2006 | Kitt Peak     | Spacewatch            | —         | MPC                           |
| 409906     | 2006 TE35  | 12 out 2006 | Kitt Peak     | Spacewatch            | —         | MPC                           |
| 409907     | 2006 TW36  | 3 out 2006  | Mount Lemmon  | Mount Lemmon Survey   | —         | MPC                           |
| 409908     | 2006 TF40  | 12 out 2006 | Kitt Peak     | Spacewatch            | —         | MPC                           |
| 409909     | 2006 TN41  | 12 out 2006 | Palomar       | NEAT                  | —         | MPC                           |
| 409910     | 2006 TP43  | 12 out 2006 | Kitt Peak     | Spacewatch            | —         | MPC                           |
| 409911     | 2006 TX43  | 12 out 2006 | Kitt Peak     | Spacewatch            | —         | MPC                           |
| 409912     | 2006 TP52  | 28 set 2006 | Mount Lemmon  | Mount Lemmon Survey   | —         | MPC                           |
| 409913     | 2006 TY52  | 12 out 2006 | Kitt Peak     | Spacewatch            | —         | MPC                           |
| 409914     | 2006 TZ73  | 11 out 2006 | Palomar       | NEAT                  | —         | MPC                           |
| 409915     | 2006 TN74  | 11 out 2006 | Palomar       | NEAT                  | —         | MPC                           |
| 409916     | 2006 TF81  | 13 out 2006 | Kitt Peak     | Spacewatch            | —         | MPC                           |
| 409917     | 2006 TM81  | 13 out 2006 | Kitt Peak     | Spacewatch            | —         | MPC                           |
| 409918     | 2006 TD88  | 13 out 2006 | Kitt Peak     | Spacewatch            | —         | MPC                           |
| 409919     | 2006 TE89  | 30 set 2006 | Mount Lemmon  | Mount Lemmon Survey   | —         | MPC                           |
| 409920     | 2006 TA90  | 13 out 2006 | Kitt Peak     | Spacewatch            | —         | MPC                           |
| 409921     | 2006 TF94  | 15 out 2006 | Catalina      | CSS                   | Juno      | MPC                           |
| 409922     | 2006 TB97  | 12 out 2006 | Kitt Peak     | Spacewatch            | —         | MPC                           |
| 409923     | 2006 TV98  | 15 out 2006 | Kitt Peak     | Spacewatch            | —         | MPC                           |
| 409924     | 2006 TK116 | 2 out 2006  | Apache Point  | A. C. Becker          | —         | MPC                           |
| 409925     | 2006 TQ123 | 2 out 2006  | Mount Lemmon  | Mount Lemmon Survey   | —         | MPC                           |
| 409926     | 2006 UD3   | 16 out 2006 | Catalina      | CSS                   | —         | MPC                           |
| 409927     | 2006 UY8   | 16 out 2006 | Catalina      | CSS                   | —         | MPC                           |
| 409928     | 2006 UZ18  | 16 out 2006 | Kitt Peak     | Spacewatch            | —         | MPC                           |
| 409929     | 2006 UJ29  | 25 set 2006 | Kitt Peak     | Spacewatch            | —         | MPC                           |
| 409930     | 2006 UP36  | 16 out 2006 | Kitt Peak     | Spacewatch            | —         | MPC                           |
| 409931     | 2006 UX38  | 16 out 2006 | Kitt Peak     | Spacewatch            | —         | MPC                           |
| 409932     | 2006 UZ52  | 17 out 2006 | Mount Lemmon  | Mount Lemmon Survey   | —         | MPC                           |
| 409933     | 2006 UT53  | 28 set 2006 | Mount Lemmon  | Mount Lemmon Survey   | —         | MPC                           |
| 409934     | 2006 UG64  | 23 out 2006 | Siding Spring | SSS                   | —         | MPC                           |
| 409935     | 2006 UJ64  | 23 out 2006 | Kitami        | K. Endate             | Juno      | MPC                           |
| 409936     | 2006 UN67  | 16 out 2006 | Catalina      | CSS                   | —         | MPC                           |
| 409937     | 2006 UJ69  | 16 out 2006 | Catalina      | CSS                   | —         | MPC                           |
| 409938     | 2006 UF78  | 17 out 2006 | Kitt Peak     | Spacewatch            | —         | MPC                           |
| 409939     | 2006 UD79  | 17 out 2006 | Kitt Peak     | Spacewatch            | —         | MPC                           |
| 409940     | 2006 UJ88  | 30 set 2006 | Mount Lemmon  | Mount Lemmon Survey   | —         | MPC                           |
| 409941     | 2006 UC106 | 18 out 2006 | Kitt Peak     | Spacewatch            | —         | MPC                           |
| 409942     | 2006 UA113 | 14 set 2006 | Kitt Peak     | Spacewatch            | —         | MPC                           |
| 409943     | 2006 UZ123 | 19 out 2006 | Kitt Peak     | Spacewatch            | Pallas    | MPC                           |
| 409944     | 2006 UN139 | 19 out 2006 | Mount Lemmon  | Mount Lemmon Survey   | —         | MPC                           |
| 409945     | 2006 UL151 | 20 out 2006 | Mount Lemmon  | Mount Lemmon Survey   | —         | MPC                           |
| 409946     | 2006 UC167 | 2 out 2006  | Mount Lemmon  | Mount Lemmon Survey   | —         | MPC                           |
| 409947     | 2006 UT171 | 21 out 2006 | Mount Lemmon  | Mount Lemmon Survey   | —         | MPC                           |
| 409948     | 2006 UA195 | 20 out 2006 | Kitt Peak     | Spacewatch            | Juno      | MPC                           |
| 409949     | 2006 UV197 | 20 out 2006 | Kitt Peak     | Spacewatch            | —         | MPC                           |
| 409950     | 2006 UC201 | 21 out 2006 | Kitt Peak     | Spacewatch            | Phocaea   | MPC                           |
| 409951     | 2006 UW203 | 22 out 2006 | Palomar       | NEAT                  | —         | MPC                           |
| 409952     | 2006 UT212 | 23 out 2006 | Kitt Peak     | Spacewatch            | —         | MPC                           |
| 409953     | 2006 UU213 | 23 out 2006 | Kitt Peak     | Spacewatch            | —         | MPC                           |
| 409954     | 2006 UW214 | 28 out 2006 | Socorro       | LINEAR                | —         | MPC                           |
| 409955     | 2006 UK232 | 21 out 2006 | Palomar       | NEAT                  | Juno      | MPC                           |
| 409956     | 2006 UX251 | 25 set 2006 | Mount Lemmon  | Mount Lemmon Survey   | —         | MPC                           |
| 409957     | 2006 UM260 | 28 out 2006 | Mount Lemmon  | Mount Lemmon Survey   | —         | MPC                           |
| 409958     | 2006 UO264 | 27 out 2006 | Kitt Peak     | Spacewatch            | —         | MPC                           |
| 409959     | 2006 UF271 | 27 out 2006 | Kitt Peak     | Spacewatch            | —         | MPC                           |
| 409960     | 2006 UV276 | 28 out 2006 | Kitt Peak     | Spacewatch            | —         | MPC                           |
| 409961     | 2006 UA277 | 25 set 2006 | Kitt Peak     | Spacewatch            | —         | MPC                           |
| 409962     | 2006 UR330 | 16 out 2006 | Apache Point  | A. C. Becker          | —         | MPC                           |
| 409963     | 2006 UY336 | 22 out 2006 | Catalina      | CSS                   | —         | MPC                           |
| 409964     | 2006 VP17  | 9 nov 2006  | Kitt Peak     | Spacewatch            | —         | MPC                           |
| 409965     | 2006 VC18  | 9 nov 2006  | Kitt Peak     | Spacewatch            | —         | MPC                           |
| 409966     | 2006 VA19  | 27 set 2006 | Mount Lemmon  | Mount Lemmon Survey   | —         | MPC                           |
| 409967     | 2006 VQ24  | 28 set 2006 | Mount Lemmon  | Mount Lemmon Survey   | —         | MPC                           |
| 409968     | 2006 VC31  | 10 nov 2006 | Kitt Peak     | Spacewatch            | Phocaea   | MPC                           |
| 409969     | 2006 VM39  | 13 out 2006 | Kitt Peak     | Spacewatch            | —         | MPC                           |
| 409970     | 2006 VZ39  | 12 nov 2006 | Mount Lemmon  | Mount Lemmon Survey   | —         | MPC                           |
| 409971     | 2006 VL51  | 10 nov 2006 | Kitt Peak     | Spacewatch            | —         | MPC                           |
| 409972     | 2006 VB62  | 11 nov 2006 | Kitt Peak     | Spacewatch            | Phocaea   | MPC                           |
| 409973     | 2006 VF69  | 11 nov 2006 | Kitt Peak     | Spacewatch            | —         | MPC                           |
| 409974     | 2006 VJ75  | 11 nov 2006 | Kitt Peak     | Spacewatch            | —         | MPC                           |
| 409975     | 2006 VL81  | 28 set 2006 | Mount Lemmon  | Mount Lemmon Survey   | —         | MPC                           |
| 409976     | 2006 VL86  | 14 nov 2006 | Socorro       | LINEAR                | —         | MPC                           |
| 409977     | 2006 VQ86  | 14 nov 2006 | Socorro       | LINEAR                | —         | MPC                           |
| 409978     | 2006 VB92  | 15 nov 2006 | Catalina      | CSS                   | —         | MPC                           |
| 409979     | 2006 VR93  | 15 nov 2006 | Mount Lemmon  | Mount Lemmon Survey   | —         | MPC                           |
| 409980     | 2006 VV98  | 26 set 2006 | Mount Lemmon  | Mount Lemmon Survey   | —         | MPC                           |
| 409981     | 2006 VZ100 | 11 nov 2006 | Catalina      | CSS                   | —         | MPC                           |
| 409982     | 2006 VG108 | 13 nov 2006 | Kitt Peak     | Spacewatch            | —         | MPC                           |
| 409983     | 2006 VF110 | 13 nov 2006 | Kitt Peak     | Spacewatch            | —         | MPC                           |
| 409984     | 2006 VV111 | 27 set 2006 | Mount Lemmon  | Mount Lemmon Survey   | —         | MPC                           |
| 409985     | 2006 VA127 | 15 nov 2006 | Mount Lemmon  | Mount Lemmon Survey   | Phocaea   | MPC                           |
| 409986     | 2006 VH129 | 15 nov 2006 | Socorro       | LINEAR                | —         | MPC                           |
| 409987     | 2006 VT129 | 27 set 2006 | Mount Lemmon  | Mount Lemmon Survey   | —         | MPC                           |
| 409988     | 2006 VN134 | 15 nov 2006 | Catalina      | CSS                   | —         | MPC                           |
| 409989     | 2006 VL136 | 20 out 2006 | Mount Lemmon  | Mount Lemmon Survey   | —         | MPC                           |
| 409990     | 2006 VR145 | 15 nov 2006 | Catalina      | CSS                   | —         | MPC                           |
| 409991     | 2006 VW150 | 19 out 2006 | Mount Lemmon  | Mount Lemmon Survey   | —         | MPC                           |
| 409992     | 2006 VT152 | 16 out 2006 | Catalina      | CSS                   | —         | MPC                           |
| 409993     | 2006 VL155 | 14 nov 2006 | Catalina      | CSS                   | —         | MPC                           |
| 409994     | 2006 VM173 | 30 set 2006 | Mount Lemmon  | Mount Lemmon Survey   | Phocaea   | MPC                           |
| 409995     | 2006 WV3   | 21 nov 2006 | Socorro       | LINEAR                | —         | MPC                           |
| 409996     | 2006 WJ5   | 22 out 2006 | Mount Lemmon  | Mount Lemmon Survey   | —         | MPC                           |
| 409997     | 2006 WD11  | 16 nov 2006 | Socorro       | LINEAR                | —         | MPC                           |
| 409998     | 2006 WT13  | 16 nov 2006 | Mount Lemmon  | Mount Lemmon Survey   | —         | MPC                           |
| 409999     | 2006 WC19  | 17 nov 2006 | Catalina      | CSS                   | —         | MPC                           |
| 410000     | 2006 WJ25  | 17 nov 2006 | Mount Lemmon  | Mount Lemmon Survey   | —         | MPC                           |